# Liste des matchs de l'équipe du Luxembourg de football par adversaire
Cette liste présente les matchs de l'équipe du Luxembourg de football par adversaire rencontré depuis son premier match en 1911. Lorsqu'une rivalité footballistique particulière existe entre le Luxembourg et un autre pays, une page spécifique est parfois proposée.
- Haut – A
- B
- C
- D
- E
- F
- G
- H
- I
- J
- K
- L
- M
- N
- O
- P
- Q
- R
- S
- T
- U
- V
- W
- X
- Y
- Z

## A

### Afghanistan

#### Confrontations
Confrontations entre le Luxembourg et l'Afghanistan en matchs officiels :
| Date            | Lieu     | Match                    | Score | Compétition                              |
| 26 juillet 1948 | Brighton | Luxembourg - Afghanistan | 6-0   | Jeux Olympiques 1948 (Tour préliminaire) |

#### Bilan partiel
- Total de matchs disputés : 1
- Victoires du Luxembourg : 1 (100 %)
- Victoires de l'Afghanistan : 0
- Match nul : 0
- Buts marqués par le Luxembourg : 6
- Buts marqués par l'Afghanistan : 0

### Albanie

#### Confrontations
Confrontations entre le Luxembourg et l'Albanie en matchs officiels :
| Date             | Lieu       | Match                | Score | Compétition                                |
| 2 juin 2007      | Tirana     | Albanie - Luxembourg | 2-0   | Qualifications pour l'Euro 2008 (Groupe G) |
| 6 juin 2007      | Luxembourg | Luxembourg - Albanie | 0-3   | Qualifications pour l'Euro 2008 (Groupe G) |
| 7 septembre 2010 | Tirana     | Albanie - Luxembourg | 1-0   | Qualifications pour l'Euro 2012 (Groupe D) |
| 6 septembre 2011 | Luxembourg | Luxembourg - Albanie | 2-1   | Qualifications pour l'Euro 2012 (Groupe D) |
| 29 mars 2016     | Luxembourg | Luxembourg - Albanie | 0-2   | Match amical                               |
| 4 juin 2017      | Luxembourg | Luxembourg - Albanie | 2-1   | Match amical                               |

#### Bilan partiel
- Total de matchs disputés : 6
- Victoires du Luxembourg : 2 (33.33 %)
- Victoires de l'Albanie : 4 (66.67 %)
- Match nul : 0
- Buts marqués par le Luxembourg : 4
- Buts marqués par l'Albanie : 10

### Algérie

#### Confrontations
Confrontations entre le Luxembourg et l'Algérie en matchs officiels :
| Date             | Lieu       | Match                | Score | Compétition  |
| 17 novembre 2010 | Luxembourg | Luxembourg - Algérie | 0-0   | Match amical |

#### Bilan partiel
- Total de matchs disputés : 1
- Victoires du Luxembourg : 0
- Victoires de l'Algérie : 0
- Match nul : 1 (100 %)
- Buts marqués par le Luxembourg : 0
- Buts marqués par l'Algérie : 0

### Allemagne

#### Confrontations
Confrontations entre le Luxembourg et l'Allemagne en matchs officiels :
| Date             | Lieu       | Match                  | Score | Compétition                                           |
| 11 mars 1934     | Luxembourg | Luxembourg - Allemagne | 1-9   | Qualifications pour la Coupe du monde 1934 (Groupe 8) |
| 6 août 1936      | Berlin     | Allemagne - Luxembourg | 9-0   | Jeux Olympiques 1936 (Huitièmes de finale)            |
| 31 octobre 1990  | Luxembourg | Luxembourg - Allemagne | 2-3   | Qualifications pour l'Euro 92 (Groupe 5)              |
| 18 décembre 1991 | Leverkusen | Allemagne - Luxembourg | 4-0   | Qualifications pour l'Euro 92 (Groupe 5)              |

#### Bilan partiel
- Total de matchs disputés : 4
- Victoires du Luxembourg : 0
- Victoires de l'Allemagne : 4 (100 %)
- Match nul : 0
- Buts marqués par le Luxembourg : 3
- Buts marqués par l'Allemagne : 25

### Allemagne de l'Est (RDA)

#### Confrontations
Confrontations entre le Luxembourg et l'Allemagne de l'Est (RDA) en matchs officiels :
| Date             | Lieu             | Match            | Score | Compétition                                           |
| 10 mars 1957     | Berlin           | RDA - Luxembourg | 3-0   | Match amical                                          |
| 15 novembre 1970 | Luxembourg       | Luxembourg - RDA | 0-5   | Qualifications pour l'Euro 72 (Groupe 7)              |
| 24 avril 1971    | Gera             | RDA - Luxembourg | 2-1   | Qualifications pour l'Euro 72 (Groupe 7)              |
| 17 novembre 1984 | Esch-sur-Alzette | Luxembourg - RDA | 0-5   | Qualifications pour la Coupe du monde 1986 (Groupe 4) |
| 18 mai 1985      | Potsdam          | RDA - Luxembourg | 3-1   | Qualifications pour la Coupe du monde 1986 (Groupe 4) |

#### Bilan partiel
- Total de matchs disputés : 5
- Victoires du Luxembourg : 0
- Victoires de l'Allemagne de l'Est (RDA) : 5 (100 %)
- Match nul : 0
- Buts marqués par le Luxembourg : 2
- Buts marqués par l'Allemagne de l'Est (RDA) : 18

### Angleterre

#### Confrontations
Confrontations entre le Luxembourg et l'Angleterre en matchs officiels :
| Date              | Lieu       | Match                   | Score | Compétition                                           |
| 19 octobre 1960   | Luxembourg | Luxembourg - Angleterre | 0-9   | Qualifications pour la Coupe du monde 1962 (Groupe 6) |
| 28 septembre 1961 | Londres    | Angleterre - Luxembourg | 4-1   | Qualifications pour la Coupe du monde 1962 (Groupe 6) |
| 30 mars 1977      | Londres    | Angleterre - Luxembourg | 5-0   | Qualifications pour la Coupe du monde 1978 (Groupe 2) |
| 12 octobre 1977   | Luxembourg | Luxembourg - Angleterre | 0-2   | Qualifications pour la Coupe du monde 1978 (Groupe 2) |
| 15 décembre 1982  | Londres    | Angleterre - Luxembourg | 9-0   | Qualifications pour l'Euro 84 (Groupe 3)              |
| 16 novembre 1983  | Luxembourg | Luxembourg - Angleterre | 0-4   | Qualifications pour l'Euro 84 (Groupe 3)(Groupe 7)    |
| 14 octobre 1998   | Luxembourg | Luxembourg - Angleterre | 0-3   | Qualifications pour l'Euro 2000 (Groupe 5)            |
| 4 septembre 1999  | Londres    | Angleterre - Luxembourg | 6-0   | Qualifications pour l'Euro 2000 (Groupe 5)            |

#### Bilan partiel
- Total de matchs disputés : 8
- Victoires du Luxembourg : 0
- Victoires de l'Angleterre : 8 (100 %)
- Match nul : 0
- Buts marqués par le Luxembourg : 1
- Buts marqués par l'Angleterre : 42

### Arabie Saoudite

#### Confrontations
Confrontations entre le Luxembourg et l'Arabie Saoudite en matchs officiels
| Date            | Lieu  | Match                        | Score | Compétition  |
| 30 janvier 2008 | Riyad | Arabie Saoudite - Luxembourg | 2-1   | match amical |

#### Bilan partiel
- Total de matchs disputés : 6
- Victoires du Luxembourg : 0
- Victoires de l'Arabie Saoudite : 1 (100 %)
- Match nul : 0
- Buts marqués par le Luxembourg : 1
- Buts marqués par l'Arabie Saoudite : 2

### Arménie

#### Confrontations
Confrontations entre le Luxembourg et l'Arménie en matchs officiels :
| Date           | Lieu       | Match                | Score | Compétition  |
| 5 février 2013 | Luxembourg | Luxembourg - Arménie | 1-1   | match amical |

#### Bilan partiel
- Total de matchs disputés : 1
- Victoires du Luxembourg : 0
- Victoires de l'Arménie : 0
- Match nul : 1 (100%)
- Buts marqués par le Luxembourg : 1
- Buts marqués par l'Arménie : 1

### Autriche

#### Confrontations
Confrontations entre le Luxembourg et l'Autriche en matchs officiels :
| Date              | Lieu       | Match                 | Score | Compétition                                           |
| 30 septembre 1956 | Vienne     | Autriche - Luxembourg | 7-0   | Qualifications pour la Coupe du monde 1958 (Groupe 5) |
| 29 septembre 1957 | Luxembourg | Luxembourg - Autriche | 0-3   | Qualifications pour la Coupe du monde 1958 (Groupe 5) |
| 16 mars 1975      | Luxembourg | Luxembourg - Autriche | 1-2   | Qualifications pour l'Euro 76 (Groupe 2)              |
| 15 octobre 1975   | Vienne     | Autriche - Luxembourg | 6-2   | Qualifications pour l'Euro 76 (Groupe 2)              |
| 27 mars 2018      | Luxembourg | Luxembourg - Autriche | 0-4   | match amical                                          |
| 11 novembre 2020  | Luxembourg | Luxembourg - Autriche | 0-3   | match amical                                          |

#### Bilan partiel
- Total de matchs disputés : 6
- Victoires du Luxembourg : 0
- Victoires de l'Autriche : 6 (100 %)
- Match nul : 0
- Buts marqués par le Luxembourg : 3
- Buts marqués par l'Autriche : 25

### Azerbaïdjan

#### Confrontations
Confrontations entre le Luxembourg et l'Azerbaïdjan en matchs officiels :
| Date               | Lieu       | Match                    | Score | Compétition                                           |
| 22 mars 2013       | Luxembourg | Luxembourg - Azerbaïdjan | 0-0   | Qualifications pour la coupe du monde 2014 (Groupe A) |
| 7 juin 2013        | Bakou      | Azerbaïdjan - Luxembourg | 1-1   | Qualifications pour la coupe du monde 2014 (Groupe A) |
| 5 septembre 2020   | Bakou      | Azerbaïdjan - Luxembourg | 1-2   | Ligue des nations de l'UEFA 2020-2021                 |
| 17 novembre 2020   | Luxembourg | Luxembourg - Azerbaïdjan | 0-0   | Ligue des nations de l'UEFA 2020-2021                 |
| 1er septembre 2021 | Luxembourg | Luxembourg - Azerbaïdjan | 2-1   | Qualifications pour la Coupe du monde 2022 (Groupe A) |
| 11 novembre 2021   | Bakou      | Azerbaïdjan - Luxembourg | 1-3   | Qualifications pour la Coupe du monde 2022 (Groupe A) |

#### Bilan partiel
- Total de matchs disputés : 6
- Victoires du Luxembourg : 3 (50%)
- Victoires de l'Azerbaïdjan : 0
- Match nul : 3 (50%)
- Buts marqués par le Luxembourg : 8
- Buts marqués par l'Azerbaïdjan : 4

## B

### Belgique

#### Confrontations
Confrontations entre le Luxembourg et la Belgique en matchs officiels :
| Date              | Lieu       | Match                 | Score | Compétition                                           |
| ----------------- | ---------- | --------------------- | ----- | ----------------------------------------------------- |
| 27 mai 1928       | Amsterdam  | Belgique - Luxembourg | 5-3   | Jeux Olympiques 1928 (Huitièmes de finale)            |
| 13 mars 1938      | Luxembourg | Luxembourg - Belgique | 2-3   | Qualifications pour la Coupe du monde 1938 (Groupe 9) |
| 13 mai 1945       | Luxembourg | Luxembourg - Belgique | 4-1   | Match amical                                          |
| 23 février 1946   | Charleroi  | Belgique - Luxembourg | 7-0   | Match amical                                          |
| 19 mars 1967      | Luxembourg | Luxembourg - Belgique | 0-5   | Qualifications pour l'Euro 68 (Groupe 7)              |
| 22 novembre 1967  | Bruges     | Belgique - Luxembourg | 3-0   | Qualifications pour l'Euro 68 (Groupe 7)              |
| 20 mai 1971       | Luxembourg | Luxembourg - Belgique | 0-4   | Match amical                                          |
| 7 novembre 1971   | Verviers   | Belgique - Luxembourg | 1-0   | Match amical                                          |
| 27 février 1980   | Bruxelles  | Belgique - Luxembourg | 5-0   | Match amical                                          |
| 14 octobre 1986   | Luxembourg | Luxembourg - Belgique | 0-6   | Qualifications pour l'Euro 88 (Groupe 7)              |
| 11 novembre 1987  | Bruxelles  | Belgique - Luxembourg | 3-0   | Qualifications pour l'Euro 88 (Groupe 7)              |
| 1er juin 1989     | Lille      | Luxembourg - Belgique | 0-5   | Qualifications pour la Coupe du monde 1990 (Groupe 7) |
| 25 octobre 1989   | Bruxelles  | Belgique - Luxembourg | 1-1   | Qualifications pour la Coupe du monde 1990 (Groupe 7) |
| 27 février 1991   | Bruxelles  | Belgique - Luxembourg | 3-0   | Qualifications pour l'Euro 92 (Groupe 5)              |
| 11 septembre 1991 | Luxembourg | Luxembourg - Belgique | 0-2   | Qualifications pour l'Euro 92 (Groupe 5)              |
| 18 novembre 1998  | Luxembourg | Luxembourg - Belgique | 0-0   | Match amical                                          |
| 1er mars 2006     | Luxembourg | Luxembourg - Belgique | 0-2   | Match amical                                          |
| 20 novembre 2008  | Luxembourg | Luxembourg - Belgique | 1-1   | Match amical                                          |
| 26 mai 2014       | Genk       | Belgique - Luxembourg | 5-1   | Match amical (non officiel[1])                        |

#### Bilan complet
- Total de matchs disputés : 18 (+ 1)
- Victoires de la Belgique : 15 (+ 1) (79 %)
- Victoires du Luxembourg : 1 (5 %)
- matchs nuls : 3 (16 %)
- Buts marqués par la Belgique : 62
- Buts marqués par le Luxembourg : 12

#### Commentaires
1  : Le match a été déclassé de match international A en match d'entraînement par la FIFA à la suite des sept changements de l'équipe belge.

### Belgique B

#### Confrontations
Confrontations entre le Luxembourg et la Belgique B en matchs officiels (du point de vue de la FLF) :
| Date              | Lieu               | Match                   | Score | Compétition                               |
| ----------------- | ------------------ | ----------------------- | ----- | ----------------------------------------- |
| 4 mai 1924        | Arlon              | Belgique B - Luxembourg | 2-1   | Match amical                              |
| 11 mai 1924       | Luxembourg         | Luxembourg - Belgique B | 2-1   | Match amical                              |
| 5 octobre 1924    | Malines            | Belgique B - Luxembourg | 4-1   | Match amical                              |
| 14 février 1926   | Differdange        | Luxembourg - Belgique B | 1-1   | Match amical                              |
| 5 décembre 1926   | Charleroi          | Belgique B - Luxembourg | 6-1   | Match amical                              |
| 1er avril 1928    | Luxembourg         | Luxembourg - Belgique B | 2-3   | Match amical                              |
| 4 novembre 1928   | Gand               | Belgique B - Luxembourg | 1-1   | Match amical                              |
| 9 février 1930    | Differdange        | Luxembourg - Belgique B | 0-1   | Match amical                              |
| 1er juin 1930     | Bruges             | Belgique B - Luxembourg | 7-4   | Match amical                              |
| 1er mars 1931     | Luxembourg         | Luxembourg - Belgique B | 2-3   | Match amical                              |
| 14 février 1932   | Charleroi          | Belgique B - Luxembourg | 6-3   | Match amical                              |
| 5 juin 1933       | Luxembourg         | Luxembourg - Belgique B | 3-1   | Match amical (25e anniversaire de la FLF) |
| 21 janvier 1934   | Luxembourg         | Luxembourg - Belgique B | 2-3   | Match amical                              |
| 25 février 1934   | Bruxelles          | Belgique B - Luxembourg | 2-3   | Match amical                              |
| 10 mai 1934       | Liège              | Belgique B - Luxembourg | 4-1   | Match amical                              |
| 14 avril 1935     | Luxembourg         | Luxembourg - Belgique B | 5-3   | Match amical                              |
| 28 avril 1935     | Arlon              | Belgique B - Luxembourg | 3-1   | Match amical                              |
| 16 février 1936   | Luxembourg         | Luxembourg - Belgique B | 5-5   | Match amical                              |
| 26 avril 1936     | Arlon              | Belgique B - Luxembourg | 3-1   | Match amical                              |
| 11 avril 1937     | Esch-sur-Alzette   | Luxembourg - Belgique B | 1-5   | Match amical                              |
| 6 mai 1937        | Arlon              | Belgique B - Luxembourg | 3-0   | Match amical                              |
| 24 avril 1938     | Arlon              | Belgique B - Luxembourg | 9-3   | Match amical                              |
| 29 janvier 1939   | Dudelange          | Luxembourg - Belgique B | 5-3   | Match amical                              |
| 30 avril 1939     | Arlon              | Belgique B - Luxembourg | 3-0   | Match amical                              |
| 10 mars 1940      | Luxembourg         | Luxembourg - Belgique B | 3-4   | Match amical                              |
| 7 avril 1940      | Bruxelles          | Belgique B - Luxembourg | 1-1   | Match amical                              |
| 5 mai 1946        | Luxembourg         | Luxembourg - Belgique B | 1-5   | Match amical                              |
| 30 octobre 1946   | Tournai            | Belgique B - Luxembourg | 2-1   | Match amical                              |
| 4 mai 1947        | Luxembourg         | Luxembourg - Belgique B | 3-3   | Match amical                              |
| 22 février 1948   | Luxembourg         | Luxembourg - Belgique B | 2-0   | Match amical                              |
| 6 mai 1948        | Liège              | Belgique B - Luxembourg | 1-0   | Match amical                              |
| 21 novembre 1948  | Luxembourg         | Luxembourg - Belgique B | 1-7   | Match amical                              |
| 13 mars 1949      | Charleroi          | Belgique B - Luxembourg | 6-0   | Match amical                              |
| 6 novembre 1949   | Charleroi          | Belgique B - Luxembourg | 3-2   | Match amical                              |
| 16 avril 1950     | Luxembourg         | Luxembourg - Belgique B | 2-4   | Match amical                              |
| 12 novembre 1950  | Luxembourg         | Luxembourg - Belgique B | 2-2   | Match amical                              |
| 15 avril 1951     | Bruges             | Belgique B - Luxembourg | 3-3   | Match amical                              |
| 25 novembre 1951  | Bruges             | Belgique B - Luxembourg | 2-0   | Match amical                              |
| 6 avril 1952      | Luxembourg         | Luxembourg - Belgique B | 2-3   | Match amical                              |
| 19 octobre 1952   | Luxembourg         | Luxembourg - Belgique B | 1-1   | Match amical                              |
| 26 novembre 1952  | Bruxelles          | Belgique B - Luxembourg | 4-1   | Match amical                              |
| 14 mars 1954      | Luxembourg         | Luxembourg - Belgique B | 0-1   | Match amical                              |
| 9 mai 1954        | Charleroi          | Belgique B - Luxembourg | 8-0   | Match amical                              |
| 24 octobre 1954   | Luxembourg         | Luxembourg - Belgique B | 0-4   | Match amical                              |
| 16 janvier 1955   | Namur              | Belgique B - Luxembourg | 4-1   | Match amical                              |
| 25 septembre 1955 | Luxembourg         | Luxembourg - Belgique B | 3-3   | Match amical                              |
| 16 octobre 1955   | Courtrai           | Belgique B - Luxembourg | 5-0   | Match amical                              |
| 14 octobre 1956   | Luxembourg         | Luxembourg - Belgique B | 6-4   | Match amical                              |
| 23 décembre 1956  | Courtrai           | Belgique B - Luxembourg | 1-0   | Match amical                              |
| 17 novembre 1957  | Diest              | Belgique B - Luxembourg | 2-1   | Match amical                              |
| 2 mars 1958       | Luxembourg         | Luxembourg - Belgique B | 1-2   | Match amical                              |
| 28 septembre 1958 | Luxembourg         | Luxembourg - Belgique B | 2-2   | Match amical                              |
| 11 novembre 1958  | Jambes             | Belgique B - Luxembourg | 3-2   | Match amical                              |
| 30 septembre 1959 | Alost              | Belgique B - Luxembourg | 2-1   | Match amical                              |
| 28 février 1960   | Luxembourg         | Luxembourg - Belgique B | 2-5   | Match amical                              |
| 2 octobre 1960    | Luxembourg         | Luxembourg - Belgique B | 2-4   | Match amical                              |
| 9 mars 1961       | Jambes             | Belgique B - Luxembourg | 3-0   | Match amical                              |
| 12 novembre 1961  | Turnhout           | Belgique B - Luxembourg | 2-1   | Match amical                              |
| 1er avril 1962    | Arlon              | Belgique B - Luxembourg | 4-1   | Match amical                              |
| 14 octobre 1962   | Luxembourg         | Luxembourg - Belgique B | 0-2   | Match amical                              |
| 3 mars 1963       | Ostende            | Belgique B - Luxembourg | 3-0   | Match amical                              |
| 1er décembre 1963 | Beringen           | Belgique B - Luxembourg | 4-2   | Match amical                              |
| 3 mai 1964        | Luxembourg         | Luxembourg - Belgique B | 0-1   | Match amical                              |
| 21 octobre 1964   | Tongres            | Belgique B - Luxembourg | 5-1   | Match amical                              |
| 28 février 1965   | Luxembourg         | Luxembourg - Belgique B | 2-2   | Match amical                              |
| 10 novembre 1965  | Jambes             | Belgique B - Luxembourg | 2-1   | Match amical                              |
| 17 avril 1966     | Luxembourg         | Luxembourg - Belgique B | 1-3   | Match amical                              |
| 23 octobre 1966   | Verviers           | Belgique B - Luxembourg | 5-1   | Match amical                              |
| 1er mai 1968      | Luxembourg         | Luxembourg - Belgique B | 0-1   | Match amical                              |
| 8 décembre 1968   | Luxembourg         | Luxembourg - Belgique B | 0-1   | Match amical                              |
| 5 novembre 1969   | Charleroi          | Belgique B - Luxembourg | 3-2   | Match amical                              |
| 28 octobre 1973   | Libramont-Chevigny | Belgique B - Luxembourg | 6-0   | Match amical                              |
| 8 décembre 1974   | Luxembourg         | Luxembourg - Belgique B | 1-8   | Match amical                              |
| 24 avril 1976     | Lierre             | Belgique B - Luxembourg | 3-0   | Match amical                              |
| 10 novembre 1976  | Differdange        | Luxembourg - Belgique B | 0-4   | Match amical                              |

#### Bilan complet
- Total de matchs disputés : 75
- Victoires de la Belgique B : 57 (76 %)
- Victoires du Luxembourg : 7 (9 %)
- matchs nuls : 11 (15 %)
- Buts marqués par la Belgique B : 245
- Buts marqués par le Luxembourg : 107

### Biélorussie

#### Confrontations
Confrontations entre le Luxembourg et la Biélorussie en matchs officiels :
| Date             | Lieu       | Match                    | Score | Compétition                                           |
| 12 octobre 1994  | ?          | Biélorussie - Luxembourg | 2-0   | Qualifications pour l'Euro 96 (Groupe 5)              |
| 11 octobre 1995  | ?          | Luxembourg - Biélorussie | 0-0   | Qualifications pour l'Euro 96 (Groupe 5)              |
| 24 mars 2007     | Luxembourg | Luxembourg - Biélorussie | 1-2   | Qualifications pour l'Euro 2008 (Groupe G)            |
| 13 octobre 2007  | Homiel     | Biélorussie - Luxembourg | 0-1   | Qualifications pour l'Euro 2008 (Groupe G)            |
| 8 octobre 2010   | Luxembourg | Luxembourg - Biélorussie | 0-0   | Qualifications pour l'Euro 2012 (Groupe D)            |
| 7 juin 2011      | Minsk      | Biélorussie - Luxembourg | 2-0   | Qualifications pour l'Euro 2012 (Groupe D)            |
| 8 septembre 2014 | Luxembourg | Luxembourg - Biélorussie | 1-1   | Qualifications pour l'Euro 2016 (Groupe D)            |
| 8 septembre 2015 | Borisov    | Biélorussie -Luxembourg  | 2-0   | Qualifications pour l'Euro 2016 (Groupe D)            |
| 10 octobre 2016  | Borisov    | Biélorussie -Luxembourg  | 1-1   | Qualifications pour la coupe du monde 2018 (Groupe A) |
| 31 août 2017     | Luxembourg | Luxembourg - Biélorussie | 1-0   | Qualifications pour la coupe du monde 2018 (Groupe A) |
| 12 octobre 2018  | Minsk      | Biélorussie - Luxembourg | 1-0   | Ligue des nations de l'UEFA 2018-2019                 |
| 15 novembre 2018 | Luxembourg | Luxembourg -Biélorussie  | 0-2   | Ligue des nations de l'UEFA 2018-2019                 |

#### Bilan partiel
- Total de matchs disputés : 12
- Victoires du Luxembourg : 2 (16.67 %)
- Victoires de la Biélorussie : 6 (50 %)
- Match nul : 4 (33.33 %)
- Buts marqués par le Luxembourg : 5
- Buts marqués par la Biélorussie : 13

### Bosnie-Herzégovine

#### Confrontations
Confrontations entre le Luxembourg et la Bosnie-Herzégovine en matchs officiels :
| Date              | Lieu       | Match                           | Score | Compétition                                |
| 29 mars 2003      | Zenica     | Bosnie-Herzégovine - Luxembourg | 2-0   | Qualifications pour l'Euro 2004 (Groupe 5) |
| 10 septembre 2003 | Luxembourg | Luxembourg - Bosnie-Herzégovine | 0-1   | Qualifications pour l'Euro 2004 (Groupe 5) |
| 3 septembre 2010  | Luxembourg | Luxembourg - Bosnie-Herzégovine | 0-3   | Qualifications pour l'Euro 2012 (Groupe D) |
| 7 octobre 2011    | Zenica     | Bosnie-Herzégovine - Luxembourg | 5-0   | Qualifications pour l'Euro 2012 (Groupe D) |
| 25 mars 2016      | Luxembourg | Luxembourg - Bosnie-Herzégovine | 0-3   | match amical                               |
| 29 mars 2022      | Zenica     | Bosnie-Herzégovine - Luxembourg | 1-0   | match amical                               |
| 20 juin 2023      | Zenica     | Bosnie-Herzégovine - Luxembourg | 0-2   | Qualifications pour l'Euro 2024 (Groupe J) |

#### Bilan partiel
- Total de matchs disputés : 7
- Victoires du Luxembourg : 1 (14,9 %)
- Victoires de la Bosnie-Herzégovine : 6 (85,71 %)
- Match nul : 0
- Buts marqués par le Luxembourg : 2
- Buts marqués par la Bosnie-Herzégovine : 15

### Brésil

#### Confrontations
Confrontations entre le Luxembourg et le Brésil en matchs officiels :
| Date            | Lieu  | Match               | Score | Compétition                                |
| 16 juillet 1952 | Kotka | Brésil - Luxembourg | 2-1   | Jeux Olympiques 1952 (Huitièmes de finale) |

#### Bilan partiel
- Total de matchs disputés : 1
- Victoires du Luxembourg : 0
- Victoires du Brésil : 1 (100 %)
- Match nul : 0
- Buts marqués par le Luxembourg : 1
- Buts marqués par le Brésil : 2

### Bulgarie

#### Confrontations
Confrontations entre le Luxembourg et la Bulgarie en matchs officiels :
| Date              | Lieu       | Match                 | Score | Compétition                                           |
| 23 avril 1969     | Sofia      | Bulgarie - Luxembourg | 2-1   | Qualifications pour la Coupe du monde 1970 (Groupe 8) |
| 7 décembre 1969   | Luxembourg | Luxembourg - Bulgarie | 1-3   | Qualifications pour la Coupe du monde 1970 (Groupe 8) |
| 5 décembre 1984   | Sofia      | Bulgarie - Luxembourg | 4-0   | Qualifications pour la Coupe du monde 1986 (Groupe 4) |
| 25 septembre 1985 | Luxembourg | Luxembourg - Bulgarie | 1-3   | Qualifications pour la Coupe du monde 1986 (Groupe 4) |
| 30 avril 1987     | Luxembourg | Luxembourg - Bulgarie | 1-4   | Qualifications pour l'Euro 88 (Groupe 7)              |
| 20 mai 1987       | Sofia      | Bulgarie - Luxembourg | 3-0   | Qualifications pour l'Euro 88 (Groupe 7)              |
| 8 octobre 1996    | Luxembourg | Luxembourg - Bulgarie | 1-2   | Qualifications pour la Coupe du monde 1998 (Groupe 5) |
| 8 juin 1997       | Bourgas    | Bulgarie - Luxembourg | 4-0   | Qualifications pour la Coupe du monde 1998 (Groupe 5) |
| 31 mars 1999      | Luxembourg | Luxembourg - Bulgarie | 0-3   | Qualifications pour l'Euro 2000 (Groupe 5)            |
| 10 octobre 1999   | Sofia      | Bulgarie - Luxembourg | 3-0   | Qualifications pour l'Euro 2000 (Groupe 5)            |
| 11 octobre 2006   | Luxembourg | Luxembourg - Bulgarie | 0-1   | Qualifications pour l'Euro 2008 (Groupe G)            |
| 12 septembre 2007 | Sofia      | Bulgarie - Luxembourg | 3-0   | Qualifications pour l'Euro 2008 (Groupe G)            |
| 6 septembre 2016  | Sofia      | Bulgarie - Luxembourg | 4-3   | Qualifications pour la coupe du monde 2018 (Groupe A) |
| 10 octobre 2017   | Luxembourg | Luxembourg - Bulgarie | 1-1   | Qualifications pour la coupe du monde 2018 (Groupe A) |
| 20 novembre 2022  | Luxembourg | Luxembourg - Bulgarie | 0-0   | Match amical                                          |

#### Bilan partiel
- Total de matchs disputés : 15
- Victoires du Luxembourg : 0
- Victoires de la Bulgarie : 13 (86.66%)
- Match nul : 2 (13.34%)
- Buts marqués par le Luxembourg : 9
- Buts marqués par la Bulgarie : 40

## C

### Cap-Vert

#### Confrontations
Confrontations entre le Luxembourg et Cap-Vert en matchs officiels :
| Date         | Lieu       | Match                 | Score | Compétition  |
| 27 mai 2008  | Luxembourg | Luxembourg - Cap-Vert | 1-1   | match amical |
| 5 mars 2014  | Luxembourg | Luxembourg - Cap-Vert | 0-0   | match amical |
| 28 mars 2017 | Hesperange | Luxembourg - Cap-Vert | 0-2   | match amical |

#### Bilan partiel
- Total de matchs disputés : 3
- Victoires du Luxembourg : 0
- Victoires de Cap-Vert : 1 (33,33%)
- Match nul : 2 (66,67%)
- Buts marqués par le Luxembourg : 1
- Buts marqués par le Cap-Vert : 3

### Chypre

#### Confrontations
Confrontations entre le Luxembourg et Chypre en matchs officiels :
| Date             | Lieu       | Match               | Score | Compétition                                           |
| 7 septembre 1997 | Luxembourg | Luxembourg - Chypre | 1-3   | Qualifications pour la Coupe du monde 1998 (Groupe 5) |
| 11 octobre 1997  | Limassol   | Chypre - Luxembourg | 2-0   | Qualifications pour la Coupe du monde 1998 (Groupe 5) |
| 10 octobre 2020  | Luxembourg | Luxembourg - Chypre | 2-0   | Ligue des nations de l'UEFA 2020-2021                 |
| 14 novembre 2020 | Strovolos  | Chypre - Luxembourg | 2-1   | Ligue des nations de l'UEFA 2020-2021                 |

#### Bilan partiel
- Total de matchs disputés : 4
- Victoires du Luxembourg : 1 (25%)
- Victoires de Chypre : 3 (75%)
- Match nul : 0
- Buts marqués par le Luxembourg : 4
- Buts marqués par Chypre : 7

## D

### Danemark

#### Confrontations
Confrontations entre le Luxembourg et le Danemark en matchs officiels :
| Date             | Lieu       | Match                 | Score | Compétition                                             |
| 4 décembre 1963  | Luxembourg | Luxembourg - Danemark | 3-3   | Qualifications pour l'Euro 64 (Quarts de finale)        |
| 10 décembre 1963 | Copenhague | Danemark - Luxembourg | 2-2   | Qualifications pour l'Euro 64 (Quarts de finale)        |
| 18 décembre 1963 | Amsterdam  | Danemark - Luxembourg | 1-0   | Qualifications pour l'Euro 64 (Quarts de finale, appui) |
| 19 novembre 1980 | Copenhague | Danemark - Luxembourg | 4-0   | Qualifications pour la Coupe du monde 1982 (Groupe 5)   |
| 1er mai 1981     | Luxembourg | Luxembourg - Danemark | 1-2   | Qualifications pour la Coupe du monde 1982 (Groupe 5)   |
| 10 novembre 1982 | Luxembourg | Luxembourg - Danemark | 1-2   | Qualifications pour l'Euro 84 (Groupe 3)                |
| 12 octobre 1983  | Copenhague | Danemark - Luxembourg | 6-0   | Qualifications pour l'Euro 84 (Groupe 3)                |
| 17 octobre 2002  | Copenhague | Danemark - Luxembourg | 2-0   | Qualifications pour l'Euro 2004 (Groupe 2)              |
| 11 juin 2003     | Luxembourg | Luxembourg - Danemark | 0-2   | Qualifications pour l'Euro 2004 (Groupe 2)              |
| 15 octobre 2019  | Aalborg    | Danemark - Luxembourg | 4-0   | match amical                                            |

#### Bilan partiel
- Total de matchs disputés : 10
- Victoires du Luxembourg : 0
- Victoires du Danemark : 8 (80 %)
- Match nul : 2 (20 %)
- Buts marqués par le Luxembourg : 7
- Buts marqués par le Danemark : 28

## E

### Écosse

#### Confrontations
Confrontations entre le Luxembourg et l'Écosse en matchs officiels :
| Date             | Lieu             | Match               | Score | Compétition                              |
| 12 novembre 1986 | Glasgow          | Écosse - Luxembourg | 3-0   | Qualifications pour l'Euro 88 (Groupe 7) |
| 2 décembre 1987  | Esch-sur-Alzette | Luxembourg - Écosse | 0-0   | Qualifications pour l'Euro 88 (Groupe 7) |
| 14 novembre 2012 | Luxembourg       | Luxembourg - Écosse | 1-2   | match amical                             |

#### Bilan partiel
- Total de matchs disputés : 3
- Victoires du Luxembourg : 0
- Victoires de l'Écosse : 2 (66.67 %)
- Match nul : 1 (33.33 %)
- Buts marqués par le Luxembourg : 1
- Buts marqués par l'Écosse : 5

### Espagne

#### Confrontations
Confrontations entre le Luxembourg et l'Espagne en matchs officiels :
| Date              | Lieu       | Match                | Score | Compétition                     |
| 14 octobre 1981   | Valence    | Espagne - Luxembourg | 3-0   | Match amical                    |
| 29 février 1984   | Luxembourg | Luxembourg - Espagne | 0-1   | Match amical                    |
| 23 septembre 1987 | Castellón  | Espagne - Luxembourg | 2-0   | Match amical                    |
| 7 juin 2000       | Luxembourg | Luxembourg - Espagne | 0-1   | Match amical                    |
| 12 octobre 2014   | Luxembourg | Luxembourg - Espagne | 0-4   | Qualifications pour l'Euro 2016 |
| 9 octobre 2015    | Logroño    | Espagne - Luxembourg | 4-0   | Qualifications pour l'Euro 2016 |

#### Bilan partiel
- Total de matchs disputés : 6
- Victoires du Luxembourg : 0
- Victoires de l'Espagne : 6 (100 %)
- Match nul : 0
- Buts marqués par le Luxembourg : 0
- Buts marqués par l'Espagne : 15

### Estonie

#### Confrontations
Confrontations entre le Luxembourg et l'Estonie en matchs officiels :
| Date             | Lieu       | Match                | Score | Compétition                                           |
| 4 septembre 2004 | Tallinn    | Estonie - Luxembourg | 4-0   | Qualifications pour la Coupe du monde 2006 (Groupe 3) |
| 12 octobre 2005  | Luxembourg | Luxembourg - Estonie | 0-2   | Qualifications pour la Coupe du monde 2006 (Groupe 3) |

#### Bilan partiel
- Total de matchs disputés : 2
- Victoires du Luxembourg : 0
- Victoires de l'Estonie : 2 (100 %)
- Match nul : 0
- Buts marqués par le Luxembourg : 0
- Buts marqués par l'Estonie : 6

## F

### Finlande

#### Confrontations
Confrontations entre le Luxembourg et la Finlande en matchs officiels :
| Date              | Lieu       | Match                 | Score | Compétition                                           |
| 22 septembre 1976 | Helsinki   | Finlande - Luxembourg | 7-1   | Qualifications pour la Coupe du monde 1978 (Groupe 2) |
| 26 mai 1977       | Luxembourg | Luxembourg - Finlande | 0-1   | Qualifications pour la Coupe du monde 1978 (Groupe 2) |
| 26 mars 2013      | Luxembourg | Luxembourg - Finlande | 0-3   | match amical                                          |

#### Bilan partiel
- Total de matchs disputés : 3
- Victoires du Luxembourg : 0
- Victoires de la Finlande : 3 (100 %)
- Match nul : 0
- Buts marqués par le Luxembourg : 1
- Buts marqués par la Finlande : 11

### France

#### Confrontations
Confrontations entre le Luxembourg et la France en matchs officiels :
| Date              | Lieu                | Match               | Score | Compétition                                           |
| 29 octobre 1911   | Luxembourg          | Luxembourg - France | 1-4   | Match amical                                          |
| 29 avril 1913     | Saint-Ouen          | France - Luxembourg | 8-0   | Match amical                                          |
| 8 février 1914    | Luxembourg          | Luxembourg - France | 5-4   | Match amical                                          |
| 15 avril 1934     | Luxembourg          | Luxembourg - France | 1-6   | Qualifications pour la Coupe du monde 1934 (Groupe 8) |
| 20 septembre 1953 | Luxembourg          | Luxembourg - France | 1-6   | Qualifications pour la Coupe du monde 1954 (Groupe 4) |
| 27 décembre 1953  | Paris               | France - Luxembourg | 8-0   | Qualifications pour la Coupe du monde 1954 (Groupe 4) |
| 4 octobre 1964    | Luxembourg          | Luxembourg - France | 0-2   | Qualifications pour la Coupe du monde 1966 (Groupe 3) |
| 6 novembre 1965   | Marseille           | France - Luxembourg | 4-1   | Qualifications pour la Coupe du monde 1966 (Groupe 3) |
| 26 novembre 1966  | Luxembourg          | Luxembourg - France | 0-3   | Qualifications pour l'Euro 68 (Groupe 7)              |
| 23 décembre 1967  | Paris               | France - Luxembourg | 3-1   | Qualifications pour l'Euro 68 (Groupe 7)              |
| 7 octobre 1978    | Luxembourg          | Luxembourg - France | 1-3   | Qualifications pour l'Euro 80 (Groupe 5)              |
| 25 février 1979   | Paris               | France - Luxembourg | 3-0   | Qualifications pour l'Euro 80 (Groupe 5)              |
| 13 octobre 1984   | Luxembourg          | Luxembourg - France | 0-4   | Qualifications pour la Coupe du monde 1986 (Groupe 4) |
| 30 octobre 1985   | Paris               | France - Luxembourg | 6-0   | Qualifications pour la Coupe du monde 1986 (Groupe 4) |
| 12 octobre 2010   | Longeville-lès-Metz | France - Luxembourg | 2-0   | Qualifications pour l'Euro 2012 (Groupe D)            |
| 25 mars 2011      | Luxembourg          | Luxembourg - France | 0-2   | Qualifications pour l'Euro 2012 (Groupe D)            |
| 25 mars 2017      | Luxembourg          | Luxembourg - France | 1-3   | Qualifications pour la coupe du monde 2018 (Groupe A) |
| 3 septembre 2017  | Toulouse            | France - Luxembourg | 0-0   | Qualifications pour la coupe du monde 2018 (Groupe A) |
| 5 mai 2024        | Longeville-lès-Metz | France - Luxembourg | 3-0   | Match amical                                          |

#### Bilan partiel
- Total de matchs disputés : 19
- Victoires du Luxembourg : 1 (5 %)
- Victoires de la France : 17 (89 %)
- Match nul : 1
- Buts marqués par le Luxembourg : 12
- Buts marqués par la France : 74

## G

### Géorgie

#### Confrontations
Confrontations entre le Luxembourg et la Géorgie en matchs officiels :
| Date        | Lieu       | Match                | Score | Compétition  |
| 5 juin 2018 | Luxembourg | Luxembourg - Géorgie | 1-0   | Match amical |

#### Bilan
- Total de matchs disputés : 1
- Victoires du Luxembourg : 1
- Victoires de la Géorgie : 0
- Match nul : 0
- Buts marqués par le Luxembourg : 1
- Buts marqués par la Géorgie : 0

### Grèce

#### Confrontations
Confrontations entre le Luxembourg et la Grèce en matchs officiels :
| Date             | Lieu          | Match              | Score | Compétition                                           |
| 9 octobre 1982   | Luxembourg    | Luxembourg - Grèce | 0-2   | Qualifications pour l'Euro 84 (Groupe 3)              |
| 14 décembre 1983 | Athènes       | Grèce - Luxembourg | 1-0   | Qualifications pour l'Euro 84 (Groupe 3)              |
| 28 janvier 1981  | Thessalonique | Grèce - Luxembourg | 2-0   | Qualifications pour la Coupe du monde 1982 (Groupe 5) |
| 11 mars 1981     | Luxembourg    | Luxembourg - Grèce | 0-2   | Qualifications pour la Coupe du monde 1982 (Groupe 5) |
| 17 février 1993  | Athènes       | Grèce - Luxembourg | 2-0   | Qualifications pour la Coupe du monde 1994 (Groupe 5) |
| 12 octobre 1993  | Luxembourg    | Luxembourg - Grèce | 1-3   | Qualifications pour la Coupe du monde 1994 (Groupe 5) |
| 6 septembre 2008 | Luxembourg    | Luxembourg - Grèce | 0-3   | Qualifications pour la Coupe du monde 2010 (Groupe 2) |
| 14 octobre 2009  | Le Pirée      | Grèce - Luxembourg | 2-1   | Qualifications pour la Coupe du monde 2010 (Groupe 2) |
| 13 novembre 2015 | Luxembourg    | Luxembourg - Grèce | 1-0   | Match Amical                                          |

#### Bilan partiel
- Total de matchs disputés : 9
- Victoires du Luxembourg : 1
- Victoires de la Grèce : 8
- Match nul : 0
- Buts marqués par le Luxembourg : 3
- Buts marqués par la Grèce : 17

## H

### Hongrie

#### Confrontations
Confrontations entre le Luxembourg et la Hongrie en matchs officiels :
| Date             | Lieu        | Match                | Score | Compétition                                           |
| 13 octobre 1974  | Luxembourg  | Luxembourg - Hongrie | 2-4   | Qualifications pour l'Euro 76 (Groupe 2)              |
| 19 octobre 1975  | Szombathely | Hongrie - Luxembourg | 8-1   | Qualifications pour l'Euro 76 (Groupe 2)              |
| 27 mars 1983     | Luxembourg  | Luxembourg - Hongrie | 2-6   | Qualifications pour l'Euro 84 (Groupe 3)              |
| 17 avril 1983    | Budapest    | Hongrie - Luxembourg | 6-2   | Qualifications pour l'Euro 84 (Groupe 3)              |
| 9 septembre 1992 | Luxembourg  | Luxembourg - Hongrie | 0-3   | Qualifications pour la Coupe du monde 1994 (Groupe 5) |
| 27 octobre 1993  | Budapest    | Hongrie - Luxembourg | 1-0   | Qualifications pour la Coupe du monde 1994 (Groupe 5) |
| 3 juin 2011      | Luxembourg  | Luxembourg - Hongrie | 0-1   | match amical                                          |
| 9 novembre 2017  | Luxembourg  | Luxembourg - Hongrie | 2-1   | match amical                                          |
| 17 novembre 2022 | Luxembourg  | Luxembourg - Hongrie | 2-2   | match amical                                          |

#### Bilan partiel
- Total de matchs disputés : 9
- Victoires du Luxembourg : 1 (11.1%)
- Victoires de la Hongrie : 7 (77.8%)
- Match nul : 1 (11.1%)
- Buts marqués par le Luxembourg : 11
- Buts marqués par la Hongrie : 32

## I

### Îles Féroé

#### Confrontations
Confrontations entre le Luxembourg et l'Islande en matchs officiels :
| Date               | Lieu       | Match                   | Score | Compétition                                           |
| 24 mars 2001       | Luxembourg | Luxembourg - Îles Féroé | 0-2   | Qualifications pour la Coupe du monde 2002 (Groupe 1) |
| 1er septembre 2001 | Toftir     | Îles Féroé - Luxembourg | 1-0   | Qualifications pour la Coupe du monde 2002 (Groupe 1) |
| 4 juin 2010        | Hesperange | Luxembourg - Îles Féroé | 0-0   | match amical                                          |
| 7 juin 2022        | Tórshavn   | Îles Féroé - Luxembourg | 0-1   | Ligue des nations de l'UEFA 2022-2023                 |
| 14 juin 2022       | Luxembourg | Îles Féroé - Luxembourg | 2-2   | Ligue des nations de l'UEFA 2022-2023                 |

#### Bilan partiel
- Total de matchs disputés : 5
- Victoires du Luxembourg : 1 (20.00%)
- Victoires des Îles Féroé : 2 (40.00%)
- Match nul : 2 (40.00%)
- Buts marqués par le Luxembourg : 3
- Buts marqués par les Îles Féroé : 5

### Irlande du Nord

#### Confrontations
Confrontations entre le Luxembourg et l'Irlande du Nord en matchs officiels :
| Date              | Lieu       | Match                        | Score | Compétition                                           |
| 11 septembre 2012 | Belfast    | Irlande du Nord - Luxembourg | 1-1   | Qualifications pour la Coupe du monde 2014 (Groupe F) |
| 11 septembre 2013 | Luxembourg | Luxembourg - Irlande du Nord | 3-2   | Qualifications pour la Coupe du monde 2014 (Groupe F) |
| 5 septembre 2019  | Belfast    | Irlande du Nord - Luxembourg | 1-0   | match amical                                          |
| 25 mars 2022      | Luxembourg | Luxembourg - Irlande du Nord | 1-3   | match amical                                          |

#### Bilan partiel
- Total de matchs disputés : 4
- Victoires du Luxembourg : 1 (25.00%)
- Victoires des Irlande du Nord : 2 (50.00%)
- Match nul : 1 (25.00%)
- Buts marqués par le Luxembourg : 5
- Buts marqués par les Îles Féroé : 7

### Islande

#### Confrontations
Confrontations entre le Luxembourg et l'Islande en matchs officiels :
| Date             | Lieu       | Match                | Score | Compétition                                           |
| 20 mai 1993      | Luxembourg | Luxembourg - Islande | 1-1   | Qualifications pour la Coupe du monde 1994 (Groupe 5) |
| 8 septembre 1993 | Reykjavik  | Islande - Luxembourg | 1-0   | Qualifications pour la Coupe du monde 1994 (Groupe 5) |
| 14 novembre 2009 | Luxembourg | Luxembourg - Islande | 1-1   | Match amical                                          |
| 8 septembre 2023 | Luxembourg | Luxembourg - Islande | 3-1   | Qualifications pour l'Euro 2024 (Groupe J)            |
| 13 octobre 2023  | Reykjavik  | Islande - Luxembourg | 1-1   | Qualifications pour l'Euro 2024 (Groupe J)            |

#### Bilan partiel
- Total de matchs disputés : 5
- Victoires du Luxembourg : 1 (20 %)
- Victoires de l'Islande : 1 (20 %)
- Match nul : 3 (60 %)
- Buts marqués par le Luxembourg : 6
- Buts marqués par l'Islande : 5

### Israël

#### Confrontations
Confrontations entre le Luxembourg et Israël en matchs officiels :
| Date             | Lieu           | Match               | Score | Compétition                                           |
| 15 décembre 1996 | Ramat Gan      | Israël - Luxembourg | 1-0   | Qualifications pour la Coupe du monde 1998 (Groupe 5) |
| 31 mars 1997     | Luxembourg     | Luxembourg - Israël | 0-3   | Qualifications pour la Coupe du monde 1998 (Groupe 5) |
| 11 octobre 2008  | Luxembourg     | Luxembourg - Israël | 1-3   | Qualifications pour la Coupe du monde 2010 (Groupe 2) |
| 9 septembre 2009 | Tel Aviv-Jaffa | Israël - Luxembourg | 7-0   | Qualifications pour la Coupe du monde 2010 (Groupe 2) |
| 12 octobre 2012  | Luxembourg     | Luxembourg - Israël | 0-6   | Qualifications pour la Coupe du monde 2014 (Groupe F) |
| 16 octobre 2012  | Ramat Gan      | Israël - Luxembourg | 3-0   | Qualifications pour la Coupe du monde 2014 (Groupe F) |

#### Bilan partiel
- Total de matchs disputés : 6
- Victoires du Luxembourg : 0
- Victoires d'Israël : 6 (100 %)
- Match nul : 0
- Buts marqués par le Luxembourg : 1
- Buts marqués par Israël : 23

### Italie

#### Confrontations
Confrontations entre le Luxembourg et l'Italie en matchs officiels :
| Date            | Lieu       | Match               | Score | Compétition                                           |
| 29 mai 1924     | Paris      | Italie - Luxembourg | 2-0   | Jeux Olympiques 1924 (Huitièmes de finale)            |
| 10 juillet 1972 | Luxembourg | Luxembourg - Italie | 0-4   | Qualifications pour la Coupe du monde 1974 (Groupe 2) |
| 31 mars 1973    | Gênes      | Italie - Luxembourg | 5-0   | Qualifications pour la Coupe du monde 1974 (Groupe 2) |
| 16 octobre 1976 | Luxembourg | Luxembourg - Italie | 1-4   | Qualifications pour la Coupe du monde 1978 (Groupe 2) |
| 3 décembre 1977 | Rome       | Italie - Luxembourg | 3-0   | Qualifications pour la Coupe du monde 1978 (Groupe 2) |
| 11 octobre 1980 | Luxembourg | Luxembourg - Italie | 0-2   | Qualifications pour la Coupe du monde 1982 (Groupe 5) |
| 5 décembre 1981 | Naples     | Italie - Luxembourg | 1-0   | Qualifications pour la Coupe du monde 1982 (Groupe 5) |
| 4 juin 2014     | Pérouse    | Italie - Luxembourg | 1-1   | match amical                                          |

#### Bilan partiel
- Total de matchs disputés : 8
- Victoires du Luxembourg :1 (12.5%}
- Victoires de l'Italie : 7 (87.5 %)
- Match nul : 0
- Buts marqués par le Luxembourg : 2
- Buts marqués par l'Italie : 22

## L

### Lettonie

#### Confrontations
Confrontations entre le Luxembourg et la Lettonie en matchs officiels :
| Date             | Lieu       | Match                 | Score | Compétition                                           |
| 8 septembre 2004 | Luxembourg | Luxembourg - Lettonie | 3-4   | Qualifications pour la Coupe du monde 2006 (Groupe 3) |
| 30 mars 2005     | Riga       | Lettonie - Luxembourg | 4-0   | Qualifications pour la Coupe du monde 2006 (Groupe 3) |
| 28 mars 2009     | Luxembourg | Luxembourg - Lettonie | 0-4   | Qualifications pour la Coupe du monde 2010 (Groupe 2) |
| 1er avril 2009   | Riga       | Lettonie - Luxembourg | 2-0   | Qualifications pour la Coupe du monde 2010 (Groupe 2) |
| 2 septembre 2016 | Riga       | Lettonie - Luxembourg | 3-1   | match amical                                          |

#### Bilan partiel
- Total de matchs disputés : 5
- Victoires du Luxembourg : 0
- Victoires de la Lettonie : 5 (100 %)
- Match nul : 0
- Buts marqués par le Luxembourg : 4
- Buts marqués par la Lettonie : 17

### Liechtenstein

#### Confrontations
Confrontations entre le Luxembourg et le Liechtenstein en matchs officiels :
| Date             | Lieu       | Match                      | Score | Compétition                                           |
| 13 octobre 2004  | Luxembourg | Luxembourg - Liechtenstein | 0-4   | Qualifications pour la Coupe du monde 2006 (Groupe 3) |
| 7 septembre 2005 | Vaduz      | Liechtenstein - Luxembourg | 3-0   | Qualifications pour la Coupe du monde 2006 (Groupe 3) |
| 7 octobre 2020   | Luxembourg | Luxembourg - Liechtenstein | 1-2   | match amical                                          |
| 17 juin 2023     | Luxembourg | Luxembourg - Liechtenstein | 2-0   | Qualifications pour l'Euro 2024                       |

#### Bilan partiel
- Total de matchs disputés : 4
- Victoires du Luxembourg : 1 (25 %)
- Victoires du Liechtenstein : 3 (75 %)
- Match nul : 0
- Buts marqués par le Luxembourg : 3
- Buts marqués par le Liechtenstein : 9

### Lituanie

#### Confrontations
Confrontations entre le Luxembourg et la Lituanie en matchs officiels :
| Date              | Lieu       | Match                 | Score | Compétition                           |
| 8 août 2009       | Luxembourg | Luxembourg - Lituanie | 0-1   | Match amical                          |
| 14 août 2013      | Luxembourg | Luxembourg - Lituanie | 2-1   | Match amical                          |
| 22 mars 2019      | Luxembourg | Luxembourg - Lituanie | 2-1   | Qualifications pour l'Euro 2020       |
| 7 juin 2019       | Vilnius    | Lituanie - Luxembourg | 1-1   | Qualifications pour l'Euro 2020       |
| 4 juin 2022       | Vilnius    | Lituanie - Luxembourg | 0-2   | Ligue des nations de l'UEFA 2022-2023 |
| 25 septembre 2022 | Luxembourg | Luxembourg - Lituanie | 1-0   | Ligue des nations de l'UEFA 2022-2023 |

#### Bilan partiel
- Total de matchs disputés : 6
- Victoires du Luxembourg : 4 (66.6 %)
- Victoires de la Lituanie : 1 (16.6 %)
- Match nul : 1 (16.6 %)
- Buts marqués par le Luxembourg : 8
- Buts marqués par la Lituanie : 3

## M

### Macédoine du Nord

#### Confrontations
Confrontations entre le Luxembourg et la Macédoine du Nord en matchs officiels :
| Date             | Lieu       | Match                          | Score | Compétition                     |
| 20 août 2008     | Luxembourg | Luxembourg - Macédoine du Nord | 1-4   | Match amical                    |
| 29 février 2012  | Luxembourg | Luxembourg - Macédoine du Nord | 2-1   | Match amical                    |
| 9 octobre 2014   | Skopje     | Macédoine du Nord - Luxembourg | 3-2   | Qualifications pour l'Euro 2016 |
| 5 septembre 2015 | Luxembourg | Luxembourg - Macédoine du Nord | 1-0   | Qualifications pour l'Euro 2016 |

#### Bilan partiel
- Total de matchs disputés : 4
- Victoires du Luxembourg : 2 (50 %)
- Victoires de la Macédoine du Nord : 2 (50 %)
- Match nul : 0
- Buts marqués par le Luxembourg : 6
- Buts marqués par la Macédoine du Nord : 8

### Madagascar

#### Confrontations
Confrontations entre le Luxembourg et Madagascar en matchs officiels :
| Date        | Lieu       | Match                   | Score | Compétition  |
| 2 juin 2019 | Luxembourg | Luxembourg - Madagascar | 3-3   | match amical |

#### Bilan partiel
- Total de matchs disputés : 1
- Victoires du Luxembourg : 0
- Victoires de Madagascar : 0
- Match nul : 1 (100%)
- Buts marqués par le Luxembourg : 3
- Buts marqués par Malte : 3

### Malte

#### Confrontations
Confrontations entre le Luxembourg et Malte en matchs officiels :
| Date             | Lieu       | Match              | Score | Compétition                              |
| 22 février 1995  | ?          | Malte - Luxembourg | 0-1   | Qualifications pour l'Euro 96 (Groupe 5) |
| 6 septembre 1995 | ?          | Luxembourg - Malte | 1-0   | Qualifications pour l'Euro 96 (Groupe 5) |
| 2 juin 2012      | Luxembourg | Luxembourg - Malte | 0-2   | match amical                             |
| 22 mars 2018     | Ħ'Attard   | Malte - Luxembourg | 0-1   | match amical                             |
| 9 juin 2023      | Luxembourg | Luxembourg - Malte | 0-1   | match amical                             |

#### Bilan partiel
- Total de matchs disputés : 4
- Victoires du Luxembourg : 3 (60 %)
- Victoires de Malte : 2 (40 %)
- Match nul : 0
- Buts marqués par le Luxembourg : 3
- Buts marqués par Malte : 3

### Maroc

#### Confrontations
Confrontations entre le Luxembourg et le Maroc en matchs officiels :
| Date           | Lieu       | Match              | Score | Compétition  |
| 23 mars 1994   | Luxembourg | Luxembourg - Maroc | 1-2   | Match amical |
| 7 février 1996 | Rabat      | Maroc - Luxembourg | 2-0   | Match amical |
| 21 août 2002   | ?          | Luxembourg - Maroc | 0-2   | Match amical |

#### Bilan partiel
- Total de matchs disputés : 3
- Victoires du Luxembourg : 0
- Victoires du Maroc : 3 (100 %)
- Match nul : 0
- Buts marqués par le Luxembourg : 1
- Buts marqués par le Maroc : 6

### Moldavie

#### Confrontations
Confrontations entre le Luxembourg et la Moldavie en matchs officiels :
| Date             | Lieu       | Match                 | Score | Compétition                                           |
| 15 octobre 2008  | Luxembourg | Luxembourg - Moldavie | 0-0   | Qualifications pour la Coupe du monde 2010 (Groupe 2) |
| 5 septembre 2009 | Chișinău   | Moldavie - Luxembourg | 0-0   | Qualifications pour la Coupe du monde 2010 (Groupe 2) |
| 9 juin 2015      | Luxembourg | Luxembourg - Moldavie | 0-0   | match amical                                          |
| 8 septembre 2018 | Luxembourg | Luxembourg - Moldavie | 4-0   | Ligue des nations de l'UEFA 2018-2019                 |
| 18 novembre 2018 | Chisinau   | Moldavie - Luxembourg | 1-1   | Ligue des nations de l'UEFA 2018-2019                 |

#### Bilan partiel
- Total de matchs disputés : 5
- Victoires du Luxembourg : 1 (20 %)
- Victoires de la Moldavie : 0
- Match nul : 4 (80 %)
- Buts marqués par le Luxembourg : 5
- Buts marqués par la Moldavie : 1

### Monténégro

#### Confrontations
Confrontations entre le Luxembourg et la Monténégro en matchs officiels :
| Date             | Lieu       | Match                   | Score | Compétition                           |
| 17 novembre 2013 | Luxembourg | Luxembourg - Monténégro | 1-4   | Match amical                          |
| 8 septembre 2020 | Luxembourg | Luxembourg - Monténégro | 0-1   | Ligue des nations de l'UEFA 2020-2021 |
| 13 octobre 2020  | Podgorica  | Monténégro - Luxembourg | 1-2   | Ligue des nations de l'UEFA 2020-2021 |

#### Bilan partiel
- Total de matchs disputés : 3
- Victoires du Luxembourg : 1  (33.33 %)
- Victoires de l'Monténégro : 2 (66.67 %)
- Match nul : 0
- Buts marqués par le Luxembourg : 3
- Buts marqués par le Monténégro : 6

## N

### Nigeria

#### Confrontations
Confrontations entre le Luxembourg et la Nigeria en matchs officiels :
| Date        | Lieu       | Match                | Score | Compétition  |
| 31 mai 2016 | Luxembourg | Luxembourg - Nigeria | 1-3   | match amical |

#### Bilan partiel
- Total de matchs disputés : 1
- Victoires du Luxembourg : 0
- Victoires du Nigeria : 1 (100 %)
- Match nul : 0
- Buts marqués par le Luxembourg : 1
- Buts marqués par le Nigeria : 3

#### Confrontations
Confrontations entre le Luxembourg et la Norvège en matchs officiels :
| Date            | Lieu       | Match                | Score | Compétition                                           |
| 8 novembre 1964 | Luxembourg | Luxembourg - Norvège | 0-2   | Qualifications pour la Coupe du monde 1966 (Groupe 3) |
| 27 mai 1965     | Trondheim  | Norvège - Luxembourg | 4-2   | Qualifications pour la Coupe du monde 1966 (Groupe 3) |
| 29 mars 1995    | ?          | Luxembourg - Norvège | 0-2   | Qualifications pour l'Euro 96 (Groupe 5)              |
| 26 avril 1995   | ?          | Norvège - Luxembourg | 5-0   | Qualifications pour l'Euro 96 (Groupe 5)              |
| 2 avril 2003    | Luxembourg | Luxembourg - Norvège | 0-2   | Qualifications pour l'Euro 2004 (Groupe 5)            |
| 11 octobre 2003 | Oslo       | Norvège - Luxembourg | 1-0   | Qualifications pour l'Euro 2004 (Groupe 5)            |

#### Bilan partiel
- Total de matchs disputés : 6
- Victoires du Luxembourg : 0
- Victoires de la Norvège : 6 (100 %)
- Match nul : 0
- Buts marqués par le Luxembourg : 2
- Buts marqués par la Norvège : 16

## P

### Pays-Bas
| Date              | Lieu               | Match                 | Score | Compétition                                           |
| 28 août 1920      | Bruxelles Belgique | Pays-Bas - Luxembourg | 3-0   | Jeux Olympiques 1920 (Premier tour)                   |
| 28 novembre 1937  | Rotterdam Pays-Bas | Pays-Bas - Luxembourg | 4-0   | Qualifications pour la Coupe du monde 1938 (Groupe 9) |
| 31 mars 1940      | Rotterdam Pays-Bas | Pays-Bas - Luxembourg | 4-5   | Match amical                                          |
| 10 mars 1946      | Luxembourg         | Luxembourg - Pays-Bas | 2-6   | Match amical                                          |
| 20 mars 1957      | Rotterdam Pays-Bas | Pays-Bas - Luxembourg | 4-1   | Qualifications pour la Coupe du monde 1958 (Groupe 5) |
| 11 septembre 1957 | Rotterdam Pays-Bas | Luxembourg - Pays-Bas | 2-5   | Qualifications pour la Coupe du monde 1958 (Groupe 5) |
| 11 septembre 1963 | Amsterdam Pays-Bas | Luxembourg - Pays-Bas | 1-1   | Qualifications pour l'Euro 64 (Huitièmes de finale)   |
| 30 octobre 1963   | Rotterdam Pays-Bas | Pays-Bas - Luxembourg | 1-2   | Qualifications pour l'Euro 64 (Huitièmes de finale)   |
| 4 septembre 1968  | Rotterdam Pays-Bas | Luxembourg - Pays-Bas | 0-2   | Qualifications pour la Coupe du monde 1970 (Groupe 8) |
| 26 mars 1969      | Rotterdam Pays-Bas | Pays-Bas - Luxembourg | 4-0   | Qualifications pour la Coupe du monde 1970 (Groupe 8) |
| 24 février 1971   | Rotterdam Pays-Bas | Pays-Bas - Luxembourg | 6-0   | Qualifications pour l'Euro 72 (Groupe 7)              |
| 17 novembre 1971  | Eindhoven Pays-Bas | Luxembourg - Pays-Bas | 0-8   | Qualifications pour l'Euro 72 (Groupe 7)              |
| 7 septembre 1994  | Luxembourg         | Luxembourg - Pays-Bas | 0-4   | Qualifications pour l'Euro 96 (Groupe 5)              |
| 14 décembre 1994  | Rotterdam Pays-Bas | Pays-Bas - Luxembourg | 5-0   | Qualifications pour l'Euro 96 (Groupe 5)              |
| 2 septembre 2006  | Luxembourg         | Luxembourg - Pays-Bas | 0-1   | Qualifications pour l'Euro 2008 (Groupe G)            |
| 17 novembre 2007  | Rotterdam Pays-Bas | Pays-Bas - Luxembourg | 1-0   | Qualifications pour l'Euro 2008 (Groupe G)            |
| 13 novembre 2016  | Luxembourg         | Luxembourg - Pays-Bas | 1-3   | Qualifications pour la coupe du monde 2018 (Groupe A) |
| 9 juin 2017       | Amsterdam Pays-Bas | Pays-Bas - Luxembourg | 5-0   | Qualifications pour la coupe du monde 2018 (Groupe A) |

Bilan partiel
- Total de matchs disputés : 18
- Victoires des Pays-Bas : 15 (83.33 %)
- Victoires du Luxembourg : 2 (11.11 %)
- Match nul : 1 (5.56 %)
- Buts marqués par les Pays-Bas : 67
- Buts marqués par le Luxembourg : 14

### Pays de Galles

#### Confrontations
Confrontations entre le Luxembourg et le Pays de Galles en matchs officiels :
| Date             | Lieu       | Match                       | Score | Compétition                              |
| 20 novembre 1974 | Swansea    | Pays de Galles - Luxembourg | 5-0   | Qualifications pour l'Euro 76 (Groupe 2) |
| 1er mai 1975     | Luxembourg | Luxembourg - Pays de Galles | 1-3   | Qualifications pour l'Euro 76 (Groupe 2) |
| 14 novembre 1990 | Luxembourg | Luxembourg - Pays de Galles | 0-1   | Qualifications pour l'Euro 92 (Groupe 5) |
| 13 novembre 1991 | Cardiff    | Pays de Galles - Luxembourg | 1-0   | Qualifications pour l'Euro 92 (Groupe 5) |
| 26 mars 2008     | Luxembourg | Luxembourg - Pays de Galles | 0-2   | Match amical                             |
| 11 août 2010     | Llanelli   | Pays de Galles - Luxembourg | 5-1   | Match amical                             |

#### Bilan partiel
- Total de matchs disputés : 6
- Victoires du Luxembourg : 0
- Victoires de Pays de Galles : 6 (100 %)
- Match nul : 0
- Buts marqués par le Luxembourg : 2
- Buts marqués par le Pays de Galles : 17

### Pologne

#### Confrontations
Confrontations entre le Luxembourg et la Pologne en matchs officiels :
| Date            | Lieu       | Match                | Score | Compétition                                           |
| 2 octobre 1966  | Szczecin   | Pologne - Luxembourg | 4-0   | Qualifications pour l'Euro 68 (Groupe 7)              |
| 16 avril 1967   | Luxembourg | Luxembourg - Pologne | 0-0   | Qualifications pour l'Euro 68 (Groupe 7)              |
| 20 avril 1969   | Cracovie   | Pologne - Luxembourg | 8-1   | Qualifications pour la Coupe du monde 1970 (Groupe 8) |
| 12 octobre 1969 | Luxembourg | Luxembourg - Pologne | 1-5   | Qualifications pour la Coupe du monde 1970 (Groupe 8) |
| 22 mars 1978    | Luxembourg | Luxembourg - Pologne | 1-3   | Match amical                                          |
| 10 octobre 1998 | ?          | Pologne - Luxembourg | 3-0   | Qualifications pour l'Euro 2000 (Groupe 5)            |
| 9 juin 1999     | ?          | Luxembourg - Pologne | 2-3   | Qualifications pour l'Euro 2000 (Groupe 5)            |

#### Bilan partiel
- Total de matchs disputés : 7
- Victoires du Luxembourg : 0
- Victoires de la Pologne : 6 (86 %)
- Match nul : 1 (14 %)
- Buts marqués par le Luxembourg : 5
- Buts marqués par la Pologne : 26

### Portugal

#### Confrontations
Confrontations entre le Luxembourg et le Portugal en matchs officiels :
| Date             | Lieu                | Match                 | Score | Compétition                                           |
| 19 mars 1961     | Lisbonne            | Portugal - Luxembourg | 6-0   | Qualifications pour la Coupe du monde 1962 (Groupe 6) |
| 8 octobre 1961   | Luxembourg          | Luxembourg - Portugal | 4-2   | Qualifications pour la Coupe du monde 1962 (Groupe 6) |
| 9 juin 1984      | Luxembourg          | Luxembourg - Portugal | 1-2   | Match amical                                          |
| 5 février 1986   | Portimão            | Portugal - Luxembourg | 2-0   | Match amical                                          |
| 16 novembre 1988 | Porto               | Portugal - Luxembourg | 1-0   | Qualifications pour la Coupe du monde 1990 (Groupe 7) |
| 11 octobre 1989  | Sarrebruck          | Luxembourg - Portugal | 0-3   | Qualifications pour la Coupe du monde 1990 (Groupe 7) |
| 12 octobre 1991  | Luxembourg          | Luxembourg - Portugal | 1-1   | Match amical                                          |
| 29 mai 2004      | Águeda              | Portugal - Luxembourg | 3-0   | Match amical                                          |
| 17 novembre 2004 | Luxembourg          | Luxembourg - Portugal | 0-5   | Qualifications pour la Coupe du monde 2006 (Groupe 3) |
| 3 septembre 2005 | Faro                | Portugal - Luxembourg | 6-0   | Qualifications pour la Coupe du monde 2006 (Groupe 3) |
| 3 juin 2006      | Longeville-lès-Metz | Luxembourg - Portugal | 0-3   | Match amical                                          |
| 10 août 2011     | Faro                | Portugal - Luxembourg | 5-0   | Match amical                                          |
| 7 septembre 2012 | Luxembourg          | Luxembourg - Portugal | 1-2   | Qualifications pour la Coupe du monde 2014 (Groupe F) |
| 15 octobre 2013  | Coimbra             | Portugal - Luxembourg | 3-0   | Qualifications pour la Coupe du monde 2014 (Groupe F) |
| 17 novembre 2015 | Luxembourg          | Luxembourg - Portugal | 0-2   | Match amical                                          |
| 11 octobre 2019  | Lisbonne            | Portugal - Luxembourg | 3-0   | Qualifications pour l'Euro 2020 (Groupe B)            |
| 17 novembre 2019 | Luxembourg          | Luxembourg - Portugal | 0-2   | Qualifications pour l'Euro 2020 (Groupe B)            |
| 30 mars 2021     | Luxembourg          | Luxembourg - Portugal | 1-3   | Qualifications pour la Coupe du monde 2022 (Groupe A) |
| 12 octobre 2021  | Almancil            | Portugal - Luxembourg | 5-0   | Qualifications pour la Coupe du monde 2022 (Groupe A) |
| 26 mars 2023     | Luxembourg          | Luxembourg - Portugal | 0-6   | Qualifications pour l'Euro 2024 (Groupe J)            |

#### Bilan partiel
- Total de matchs disputés : 20
- Victoires du Luxembourg : 1 (5 %)
- Victoires du Portugal : 18 (90 %)
- Match nul : 1 (5 %)
- Buts marqués par le Luxembourg : 8
- Buts marqués par le Portugal : 65

## Q

### Qatar

#### Confrontations
Confrontations entre le Luxembourg et la Qatar en matchs officiels :
| Date             | Lieu       | Match              | Score | Compétition  |
| 24 mars 2021     | Debrecen   | Qatar - Luxembourg | 1-0   | Match amical |
| 7 septembre 2021 | Luxembourg | Luxembourg - Qatar | 1-1   | Match amical |

#### Bilan
- Total de matchs disputés : 2
- Victoires du Luxembourg : 0 (0%)
- Victoires du Qatar : 1 (50%)
- Match nul : 1 (50%)
- Buts marqués par le Luxembourg : 1
- Buts marqués par le Qatar : 2

## R

### République tchèque

#### Confrontations
Confrontations entre le Luxembourg et la République tchèque en matchs officiels :
| Date             | Lieu | Match                           | Score | Compétition                              |
| 7 juin 1995      | ?    | Luxembourg - République tchèque | 1-0   | Qualifications pour l'Euro 96 (Groupe 5) |
| 15 novembre 1995 | ?    | République tchèque - Luxembourg | 3-0   | Qualifications pour l'Euro 96 (Groupe 5) |

#### Bilan partiel
- Total de matchs disputés : 2
- Victoires du Luxembourg : 1 (50 %)
- Victoires de la République tchèque : 1 (50 %)
- Match nul : 0
- Buts marqués par le Luxembourg : 1
- Buts marqués par la République tchèque : 3

### République d'Irlande

#### Confrontations
Confrontations entre le Luxembourg et la République d'Irlande en matchs officiels :
| Date             | Lieu       | Match                | Score | Compétition                                           |
| 28 octobre 1953  | Dublin     | Irlande - Luxembourg | 4-0   | Qualifications pour la Coupe du monde 1954 (Groupe 4) |
| 7 mars 1954      | Luxembourg | Luxembourg - Irlande | 0-1   | Qualifications pour la Coupe du monde 1954 (Groupe 4) |
| 28 mai 1987      | Luxembourg | Luxembourg - Irlande | 0-2   | Qualifications pour l'Euro 88 (Groupe 7)              |
| 9 septembre 1987 | Dublin     | Irlande - Luxembourg | 2-1   | Qualifications pour l'Euro 88 (Groupe 7)              |
| 27 mars 2021     | Dublin     | Irlande - Luxembourg | 0-1   | Qualifications pour la Coupe du monde 2022 (Groupe A) |
| 14 novembre 2021 | Luxembourg | Luxembourg - Irlande | 0-3   | Qualifications pour la Coupe du monde 2022 (Groupe A) |

#### Bilan partiel
- Total de matchs disputés : 6
- Victoires du Luxembourg : 1 (16.67 %)
- Victoires de la république d'Irlande : 5 (83.3 %)
- Match nul : 0
- Buts marqués par le Luxembourg : 2
- Buts marqués par la république d'Irlande : 12

### Roumanie

#### Confrontations
Confrontations entre le Luxembourg et la Roumanie en matchs officiels :
| Date             | Lieu         | Match                 | Score | Compétition                                |
| 16 octobre 2002  | Luxembourg   | Luxembourg - Roumanie | 0-7   | Qualifications pour l'Euro 2004 (Groupe 5) |
| 6 septembre 2003 | Ploiești     | Roumanie - Luxembourg | 4-0   | Qualifications pour l'Euro 2004 (Groupe 5) |
| 28 mars 2007     | Piatra Neamț | Roumanie - Luxembourg | 3-0   | Qualifications pour l'Euro 2008 (Groupe G) |
| 17 octobre 2007  | Luxembourg   | Luxembourg - Roumanie | 0-2   | Qualifications pour l'Euro 2008 (Groupe G) |
| 29 mars 2011     | Piatra Neamț | Roumanie - Luxembourg | 3-1   | Qualifications pour l'Euro 2012            |
| 2 septembre 2011 | Luxembourg   | Luxembourg - Roumanie | 0-2   | Qualifications pour l'Euro 2012            |

#### Bilan partiel
- Total de matchs disputés : 6
- Victoires du Luxembourg : 0
- Victoires de la Roumanie : 6 (100 %)
- Match nul : 0
- Buts marqués par le Luxembourg : 1
- Buts marqués par la Roumanie : 21

### Royaume-Uni

#### Confrontations
Confrontations entre le Luxembourg et le Royaume-Uni en matchs officiels :
| Date            | Lieu  | Match                    | Score | Compétition                              |
| 16 juillet 1952 | Lahti | Luxembourg - Royaume-Uni | 5-3   | Jeux Olympiques 1952 (Tour préliminaire) |

#### Bilan partiel
- Total de matchs disputés : 1
- Victoires du Luxembourg : 1 (100 %)
- Victoires du Royaume-Uni : 0
- Match nul : 0
- Buts marqués par le Luxembourg : 5
- Buts marqués par le Royaume-Uni : 3

Bien que l'équipe du Royaume-Uni ne soit pas affiliée à la FIFA, les matchs joués dans le cadre des Jeux Olympiques comptent comme des matchs officiels jusqu'en 1956 compris.

### Russie

#### Confrontations
Confrontations entre le Luxembourg et la Russie en matchs officiels :
| Date             | Lieu       | Match               | Score | Compétition                                           |
| 28 octobre 1992  | Moscou     | Russie - Luxembourg | 2-0   | Qualifications pour la Coupe du monde 1994 (Groupe 5) |
| 14 avril 1993    | Luxembourg | Luxembourg - Russie | 0-4   | Qualifications pour la Coupe du monde 1994 (Groupe 5) |
| 10 novembre 1996 | Luxembourg | Luxembourg - Russie | 0-4   | Qualifications pour la Coupe du monde 1998 (Groupe 5) |
| 30 avril 1997    | Moscou     | Russie - Luxembourg | 3-0   | Qualifications pour la Coupe du monde 1998 (Groupe 5) |
| 11 octobre 2000  | Moscou     | Russie - Luxembourg | 3-0   | Qualifications pour la Coupe du monde 2002 (Groupe 1) |
| 6 juin 2001      | Luxembourg | Luxembourg - Russie | 1-2   | Qualifications pour la Coupe du monde 2002 (Groupe 1) |
| 9 octobre 2004   | Luxembourg | Luxembourg - Russie | 0-4   | Qualifications pour la Coupe du monde 2006 (Groupe 3) |
| 8 octobre 2005   | Moscou     | Russie - Luxembourg | 5-1   | Qualifications pour la Coupe du monde 2006 (Groupe 3) |

#### Bilan partiel
- Total de matchs disputés : 8
- Victoires du Luxembourg : 0
- Victoires de la Russie : 8 (100 %)
- Match nul : 0
- Buts marqués par le Luxembourg : 2
- Buts marqués par la Russie : 27

## S

### Sénégal

#### Confrontations
Confrontations entre le Luxembourg et le Sénégal :
| Date        | Lieu       | Match                | Score | Compétition  |
| 31 mai 2018 | Luxembourg | Luxembourg - Sénégal | 0-0   | Match amical |

#### Bilan partiel
- Total de matchs disputés : 1
- Match nul : 1
- Buts marqués par le Luxembourg : 0
- Buts marqués par la Sénégal : 0

### Serbie
|   | Date              | Lieu                   | Match               | Score | Compétition                                           |
| 1 | 10 septembre 2019 | Luxembourg, Luxembourg | Luxembourg - Serbie | 1 - 3 | Qualifications pour l'Euro 2020 (Groupe B)            |
| 2 | 14 novembre 2019  | Belgrade, Serbie       | Serbie - Luxembourg | 3 - 2 | Qualifications pour l'Euro 2020 (Groupe B)            |
| 3 | 4 septembre 2021  | Belgrade, Serbie       | Serbie - Luxembourg | 4 - 1 | Qualifications pour la Coupe du monde 2022 (Groupe A) |
| 4 | 9 octobre 2021    | Luxembourg, Luxembourg | Luxembourg - Serbie | 0 - 1 | Qualifications pour la Coupe du monde 2022 (Groupe A) |

Bilan
- Total de matchs disputés : 4
- Victoires de l'équipe du Luxembourg : 0
- Victoires de l'équipe de Serbie : 4 (100%)
- Matchs nuls : 0
- Buts marqués par le Luxembourg : 4
- Buts marqués par la Slovaquie : 11

### Slovaquie

#### Confrontations
Confrontations entre le Luxembourg et la Slovaquie en matchs officiels :
| Date            | Lieu       | Match                  | Score | Compétition                                           |
| 18 août 2004    | Bratislava | Slovaquie - Luxembourg | 3-1   | Qualifications pour la Coupe du monde 2006 (Groupe 3) |
| 8 juin 2005     | Luxembourg | Luxembourg - Slovaquie | 0-4   | Qualifications pour la Coupe du monde 2006 (Groupe 3) |
| 9 février 2011  | Luxembourg | Luxembourg - Slovaquie | 2-1   | match amical                                          |
| 27 mars 2015    | Žilina     | Slovaquie - Luxembourg | 3-0   | Qualifications pour l'Euro 2016                       |
| 12 octobre 2015 | Luxembourg | Luxembourg - Slovaquie | 2-4   | Qualifications pour l'Euro 2016                       |
| 23 mars 2023    | Trnava     | Slovaquie - Luxembourg | 0-0   | Qualifications pour l'Euro 2024                       |
| 16 octobre 2023 | Luxembourg | Luxembourg - Slovaquie | 0-1   | Qualifications pour l'Euro 2024                       |

#### Bilan partiel
- Total de matchs disputés : 7
- Victoires du Luxembourg : 1 (14 %)
- Victoires de la Slovaquie : 5 (71 %)
- Match nul : 1 (14 %)
- Buts marqués par le Luxembourg : 5
- Buts marqués par la Slovaquie : 16

### Slovénie

#### Confrontations
Confrontations entre le Luxembourg et la Slovénie en matchs officiels :
| Date             | Lieu       | Match                 | Score | Compétition                                           |
| 7 octobre 2000   | Luxembourg | Luxembourg - Slovénie | 1-2   | Qualifications pour la Coupe du monde 2002 (Groupe 1) |
| 2 juin 2001      | Ljubljana  | Slovénie - Luxembourg | 2-0   | Qualifications pour la Coupe du monde 2002 (Groupe 1) |
| 7 octobre 2006   | Celje      | Slovénie - Luxembourg | 2-0   | Qualifications pour l'Euro 2008 (Groupe G)            |
| 8 septembre 2007 | Luxembourg | Luxembourg - Slovénie | 0-3   | Qualifications pour l'Euro 2008 (Groupe G)            |

#### Bilan partiel
- Total de matchs disputés : 4
- Victoires du Luxembourg : 0
- Victoires de la Slovénie : 4 (100 %)
- Match nul : 0
- Buts marqués par le Luxembourg : 1
- Buts marqués par la Slovénie : 9

### Suède

#### Confrontations
Confrontations entre le Luxembourg et la Suède en matchs officiels :
| Date             | Lieu       | Match              | Score | Compétition                                           |
| 7 juin 1979      | Malmö      | Suède - Luxembourg | 3-0   | Qualifications pour l'Euro 80 (Groupe 5)              |
| 23 octobre 1979  | Luxembourg | Luxembourg - Suède | 1-1   | Qualifications pour l'Euro 80 (Groupe 5)              |
| 27 mars 1999     | ?          | Suède - Luxembourg | 2-0   | Qualifications pour l'Euro 2000 (Groupe 5)            |
| 8 septembre 1999 | ?          | Luxembourg - Suède | 0-1   | Qualifications pour l'Euro 2000 (Groupe 5)            |
| 7 octobre 2016   | ?          | Luxembourg - Suède | 0-1   | Qualifications pour la coupe du monde 2018 (Groupe A) |
| 7 octobre 2017   | Solna      | Suède - Luxembourg | 8-0   | Qualifications pour la coupe du monde 2018 (Groupe A) |

#### Bilan partiel
- Total de matchs disputés : 6
- Victoires du Luxembourg : 0
- Victoires de la Suède : 5 (83.33 %)
- Match nul : 1 (16.67 %)
- Buts marqués par le Luxembourg : 1
- Buts marqués par la Suède : 16

### Suisse

#### Confrontations
Confrontations entre le Luxembourg et la Suisse en matchs officiels :
| Date              | Lieu       | Match               | Score | Compétition                                           |
| 26 juin 1949      | Zurich     | Suisse - Luxembourg | 5-2   | Qualifications pour la Coupe du monde 1950 (Groupe 4) |
| 18 septembre 1949 | Luxembourg | Luxembourg - Suisse | 2-3   | Qualifications pour la Coupe du monde 1950 (Groupe 4) |
| 8 avril 1973      | Luxembourg | Luxembourg - Suisse | 0-1   | Qualifications pour la Coupe du monde 1974 (Groupe 2) |
| 26 septembre 1973 | Lucerne    | Suisse - Luxembourg | 1-0   | Qualifications pour la Coupe du monde 1974 (Groupe 2) |
| 21 septembre 1988 | Luxembourg | Luxembourg - Suisse | 1-4   | Qualifications pour la Coupe du monde 1990 (Groupe 7) |
| 15 novembre 1989  | Saint-Gall | Suisse - Luxembourg | 2-1   | Qualifications pour la Coupe du monde 1990 (Groupe 7) |
| 13 mars 1996      | Luxembourg | Luxembourg - Suisse | 1-1   | Match amical                                          |
| 28 mars 2001      | Zurich     | Suisse - Luxembourg | 5-0   | Qualifications pour la Coupe du monde 2002 (Groupe 1) |
| 5 septembre 2001  | Luxembourg | Luxembourg - Suisse | 0-3   | Qualifications pour la Coupe du monde 2002 (Groupe 1) |
| 10 septembre 2008 | Zurich     | Suisse - Luxembourg | 1-2   | Qualifications pour la Coupe du monde 2010 (Groupe 2) |
| 10 octobre 2009   | Luxembourg | Luxembourg - Suisse | 0-3   | Qualifications pour la Coupe du monde 2010 (Groupe 2) |
| 15 novembre 2011  | Luxembourg | Luxembourg - Suisse | 0-1   | match amical                                          |

#### Bilan partiel
- Total de matchs disputés : 12
- Victoires du Luxembourg : 1 (8.33 %)
- Victoires de la Suisse : 10 (83.33 %)
- Match nul : 1 (8.33 %)
- Buts marqués par le Luxembourg : 9
- Buts marqués par la Suisse : 30

## T

### Tchécoslovaquie

#### Confrontations
Confrontations entre le Luxembourg et la Tchécoslovaquie en matchs officiels :
| Date             | Lieu             | Match                        | Score | Compétition                                           |
| 1er mai 1979     | Luxembourg       | Luxembourg - Tchécoslovaquie | 0-3   | Qualifications pour l'Euro 80 (Groupe 5)              |
| 24 novembre 1979 | Prague           | Tchécoslovaquie - Luxembourg | 4-0   | Qualifications pour l'Euro 80 (Groupe 5)              |
| 18 octobre 1988  | Esch-sur-Alzette | Luxembourg - Tchécoslovaquie | 0-2   | Qualifications pour la Coupe du monde 1990 (Groupe 7) |
| 9 mai 1989       | Prague           | Tchécoslovaquie - Luxembourg | 4-0   | Qualifications pour la Coupe du monde 1990 (Groupe 7) |

#### Bilan partiel
- Total de matchs disputés : 4
- Victoires du Luxembourg : 0
- Victoires de la Tchécoslovaquie : 4 (100 %)
- Match nul : 0
- Buts marqués par le Luxembourg : 0
- Buts marqués par la Tchécoslovaquie : 13

### Turquie

#### Confrontations
Confrontations entre le Luxembourg et la Turquie en matchs officiels :
| Date              | Lieu       | Match                | Score | Compétition                                           |
| 22 octobre 1972   | Luxembourg | Luxembourg - Turquie | 2-0   | Qualifications pour la Coupe du monde 1974 (Groupe 2) |
| 10 décembre 1972  | Istanbul   | Turquie - Luxembourg | 3-0   | Qualifications pour la Coupe du monde 1974 (Groupe 2) |
| 11 mars 1984      | Luxembourg | Luxembourg - Turquie | 1-3   | Match amical                                          |
| 22 décembre 1984  | ?          | Turquie - Luxembourg | 1-0   | Match amical                                          |
| 27 mars 1992      | Luxembourg | Luxembourg - Turquie | 2-3   | Match amical                                          |
| 16 août 2006      | Luxembourg | Luxembourg - Turquie | 0-1   | Match amical                                          |
| 31 mars 2015      | Luxembourg | Luxembourg - Turquie | 1-2   | Match amical                                          |
| 11 juin 2022      | Luxembourg | Luxembourg - Turquie | 0-2   | Ligue des nations de l'UEFA 2022-2023                 |
| 22 septembre 2022 | Istanbul   | Luxembourg - Turquie | 3-3   | Ligue des nations de l'UEFA 2022-2023                 |

#### Bilan partiel
- Total de matchs disputés : 9
- Victoires du Luxembourg : 1 (12.50 %)
- Victoires de la Turquie : 6 (87.50 %)
- Match nul : 1
- Buts marqués par le Luxembourg : 12
- Buts marqués par la Turquie : 18

## U

### Ukraine

#### Confrontations
Confrontations entre le Luxembourg et l'Ukraine en matchs officiels :
| Date             | Lieu       | Match                | Score | Compétition                     |
| 8 juin 2006      | Luxembourg | Luxembourg - Ukraine | 0-3   | Match amical                    |
| 15 novembre 2014 | Luxembourg | Luxembourg - Ukraine | 0-3   | Qualifications pour l'Euro 2016 |
| 14 juin 2015     | Lviv       | Ukraine - Luxembourg | 3-0   | Qualifications pour l'Euro 2016 |
| 25 mars 2019     | Luxembourg | Luxembourg - Ukraine | 1-2   | Qualifications pour l'Euro 2020 |
| 10 juin 2019     | Lviv       | Ukraine - Luxembourg | 1-0   | Qualifications pour l'Euro 2020 |

#### Bilan partiel
- Total de matchs disputés : 5
- Victoires du Luxembourg : 0
- Victoires de l'Ukraine : 5 (100 %)
- Match nul : 0
- Buts marqués par le Luxembourg : 1
- Buts marqués par l'Ukraine : 12

### URSS

#### Confrontations
Confrontations entre le Luxembourg et l'URSS en matchs officiels :
| Date          | Lieu       | Match             | Score | Compétition  |
| 11 avril 1962 | Luxembourg | Luxembourg - URSS | 1-3   | Match amical |

#### Bilan partiel
- Total de matchs disputés : 1
- Victoires du Luxembourg : 0
- Victoires de l'URSS : 1 (100 %)
- Match nul : 0
- Buts marqués par le Luxembourg : 1
- Buts marqués par l'URSS : 3

## Y

### Yougoslavie

#### Confrontations
Confrontations entre le Luxembourg et la Yougoslavie en matchs officiels :
| Date              | Lieu       | Match                    | Score | Compétition                                           |
| 31 juillet 1948   | Fulham     | Yougoslavie - Luxembourg | 6-1   | Jeux Olympiques 1948 (Huitièmes de finale)            |
| 20 septembre 1964 | Belgrade   | Yougoslavie - Luxembourg | 3-1   | Qualifications pour la Coupe du monde 1966 (Groupe 3) |
| 19 septembre 1965 | Luxembourg | Luxembourg - Yougoslavie | 2-5   | Qualifications pour la Coupe du monde 1966 (Groupe 3) |
| 14 octobre 1970   | Luxembourg | Luxembourg - Yougoslavie | 0-2   | Qualifications pour l'Euro 72 (Groupe 7)              |
| 27 octobre 1971   | Titograd   | Yougoslavie - Luxembourg | 0-0   | Qualifications pour l'Euro 72 (Groupe 7)              |
| 10 septembre 1980 | Luxembourg | Luxembourg - Yougoslavie | 0-5   | Qualifications pour la Coupe du monde 1982 (Groupe 5) |
| 21 novembre 1981  | Titograd   | Yougoslavie - Luxembourg | 5-0   | Qualifications pour la Coupe du monde 1982 (Groupe 5) |
| 27 mars 1985      | Luxembourg | Luxembourg - Yougoslavie | 0-1   | Qualifications pour la Coupe du monde 1986 (Groupe 4) |
| 1er mai 1985      | Zenica     | Yougoslavie - Luxembourg | 1-0   | Qualifications pour la Coupe du monde 1986 (Groupe 4) |
| 3 septembre 2000  | Luxembourg | Luxembourg - Yougoslavie | 0-2   | Qualifications pour la Coupe du monde 2002 (Groupe 1) |
| 6 octobre 2001    | Belgrade   | Yougoslavie - Luxembourg | 6-2   | Qualifications pour la Coupe du monde 2002 (Groupe 1) |

#### Bilan partiel
- Total de matchs disputés : 11
- Victoires du Luxembourg : 0
- Victoires de la Yougoslavie : 10 (91 %)
- Match nul : 1 (9 %)
- Buts marqués par le Luxembourg : 6
- Buts marqués par la Yougoslavie : 36

## Statistiques par équipe affrontée
| Equipe                   |     | Joués | Joués | Joués   | Victoires | Victoires | Victoires   | Défaites    | Défaites    | Défaites  | Partages  | Partages  | Partages | Buts marqués | Buts marqués | Buts marqués | Buts encaissés | Buts encaissés | Buts encaissés |
|                          |     | Dom.  | Ext.  | Neu.    | Dom.      | Ext.      | Neu.        | Dom.        | Ext.        | Neu.      | Dom.      | Ext.      | Neu.     | Dom.         | Ext.         | Neu.         | Dom.           | Ext.           | Neu.           |
| Afghanistan              |     | 0     | 0     | 1       | 0         | 0         | 1           | 0           | 0           | 0         | 0         | 0         | 0        | 0            | 0            | 6            | 0              | 0              | 0              |
| Albanie                  |     | 1     | 2     | 0       | 0         | 0         | 0           | 1           | 2           | 0         | 0         | 0         | 0        | 0            | 0            | 0            | 3              | 3              | 0              |
| Algérie                  |     | 1     | 0     | 0       | 0         | 0         | 0           | 0           | 0           | 0         | 1         | 0         | 0        | 0            | 0            | 0            | 0              | 0              | 0              |
| Allemagne                |     | 2     | 2     | 0       | 0         | 0         | 0           | 2           | 2           | 0         | 0         | 0         | 0        | 3            | 0            | 0            | 12             | 13             | 0              |
| Allemagne de l'Est (RDA) |     | 2     | 3     | 0       | 0         | 0         | 0           | 2           | 3           | 0         | 0         | 0         | 0        | 0            | 2            | 0            | 10             | 8              | 0              |
| Angleterre               |     | 4     | 4     | 0       | 0         | 0         | 0           | 4           | 4           | 0         | 0         | 0         | 0        | 0            | 1            | 0            | 18             | 24             | 0              |
| Autriche                 |     | 2     | 2     | 0       | 0         | 0         | 0           | 2           | 2           | 0         | 0         | 0         | 0        | 1            | 2            | 0            | 5              | 13             | 0              |
| Belgique                 |     | 7     | 4     | 2       | 0         | 0         | 0           | 5           | 3           | 2         | 2         | 1         | 0        | 3            | 1            | 3            | 19             | 10             | 10             |
| Biélorussie              |     | 3     | 2     | 0       | 0         | 1         | 0           | 1           | 1           | 0         | 2         | 0         | 0        | 1            | 1            | 0            | 2              | 2              | 0              |
| Bosnie-Herzégovine       |     | 2     | 1     | 0       | 0         | 0         | 0           | 2           | 1           | 0         | 0         | 0         | 0        | 0            | 0            | 0            | 4              | 2              | 0              |
| Brésil                   |     | 0     | 0     | 1       | 0         | 0         | 0           | 0           | 0           | 1         | 0         | 0         | 0        | 0            | 0            | 1            | 0              | 0              | 2              |
| Bulgarie                 |     | 6     | 6     | 0       | 0         | 0         | 0           | 6           | 6           | 0         | 0         | 0         | 0        | 4            | 1            | 0            | 16             | 19             | 0              |
| Chypre                   |     | 1     | 1     | 0       | 0         | 0         | 0           | 1           | 1           | 0         | 0         | 0         | 0        | 1            | 0            | 0            | 3              | 2              | 0              |
| Danemark                 |     | 4     | 4     | 1       | 0         | 0         | 0           | 3           | 3           | 1         | 1         | 1         | 0        | 5            | 2            | 0            | 9              | 14             | 1              |
| Écosse                   |     | 1     | 1     | 0       | 0         | 0         | 0           | 0           | 1           | 0         | 1         | 0         | 0        | 0            | 0            | 0            | 0              | 3              | 0              |
| Espagne                  |     | 1     | 1     | 0       | 0         | 0         | 0           | 0           | 1           | 0         | 1         | 0         | 0        | 0            | 0            | 0            | 0              | 3              | 0              |
| Estonie                  |     | 1     | 1     | 0       | 0         | 0         | 0           | 1           | 1           | 0         | 0         | 0         | 0        | 0            | 0            | 0            | 2              | 4              | 0              |
| Finlande                 |     | 1     | 1     | 0       | 0         | 0         | 0           | 1           | 1           | 0         | 0         | 0         | 0        | 0            | 1            | 0            | 1              | 7              | 0              |
| France                   |     | 8     | 7     | 0       | 1         | 0         | 0           | 7           | 7           | 0         | 0         | 0         | 0        | 9            | 2            | 0            | 32             | 34             | 0              |
| Grèce                    |     | 4     | 4     | 0       | 0         | 0         | 0           | 4           | 4           | 0         | 0         | 0         | 0        | 1            | 1            | 0            | 10             | 7              | 0              |
| Hongrie                  |     | 3     | 3     | 0       | 0         | 0         | 0           | 3           | 3           | 0         | 0         | 0         | 0        | 4            | 3            | 0            | 13             | 15             | 0              |
| Îles Féroé               |     | 1     | 1     | 0       | 0         | 0         | 0           | 1           | 1           | 0         | 0         | 0         | 0        | 0            | 0            | 0            | 2              | 1              | 0              |
| Islande                  |     | 2     | 1     | 0       | 0         | 0         | 0           | 0           | 1           | 0         | 2         | 0         | 0        | 2            | 0            | 0            | 2              | 1              | 0              |
| Italie                   |     | 3     | 3     | 1       | 0         | 0         | 0           | 3           | 3           | 1         | 0         | 0         | 0        | 1            | 0            | 0            | 10             | 9              | 2              |
| Lettonie                 |     | 2     | 2     | 0       | 0         | 0         | 0           | 2           | 2           | 0         | 0         | 0         | 0        | 3            | 0            | 0            | 8              | 6              | 0              |
| Liechtenstein            |     | 1     | 1     | 0       | 0         | 0         | 0           | 1           | 1           | 0         | 0         | 0         | 0        | 0            | 0            | 0            | 4              | 3              | 0              |
| Lituanie                 |     | 1     | 0     | 0       | 0         | 0         | 0           | 1           | 0           | 0         | 0         | 0         | 0        | 0            | 0            | 0            | 1              | 0              | 0              |
| Macédoine du Nord        |     | 1     | 0     | 0       | 0         | 0         | 0           | 1           | 0           | 0         | 0         | 0         | 0        | 1            | 0            | 0            | 4              | 0              | 0              |
| Malte                    |     | 1     | 1     | 0       | 1         | 1         | 0           | 0           | 0           | 0         | 0         | 0         | 0        | 1            | 1            | 0            | 0              | 0              | 0              |
| Maroc                    |     | 2     | 1     | 0       | 0         | 0         | 0           | 2           | 1           | 0         | 0         | 0         | 0        | 1            | 0            | 0            | 4              | 2              | 0              |
| Moldavie                 |     | 1     | 1     | 0       | 0         | 0         | 0           | 0           | 0           | 0         | 1         | 1         | 0        | 0            | 0            | 0            | 0              | 0              | 0              |
| Norvège                  |     | 3     | 3     | 0       | 0         | 0         | 0           | 3           | 3           | 0         | 0         | 0         | 0        | 0            | 2            | 0            | 6              | 10             | 0              |
| Pays-Bas                 |     | 7     | 8     | 1       | 0         | 2         | 0           | 6           | 6           | 1         | 1         | 0         | 0        | 5            | 8            | 0            | 27             | 29             | 3              |
| Pays de Galles           |     | 2     | 2     | 0       | 0         | 0         | 0           | 2           | 2           | 0         | 0         | 0         | 0        | 1            | 0            | 0            | 4              | 6              | 0              |
| Pologne                  |     | 4     | 3     | 0       | 0         | 0         | 0           | 3           | 3           | 0         | 1         | 0         | 0        | 4            | 1            | 0            | 11             | 15             | 0              |
| Portugal                 |     | 5     | 5     | 1       | 1         | 0         | 0           | 3           | 5           | 1         | 1         | 0         | 0        | 6            | 0            | 0            | 13             | 18             | 3              |
| République tchèque       |     | 1     | 1     | 0       | 1         | 0         | 0           | 0           | 1           | 0         | 0         | 0         | 0        | 1            | 0            | 0            | 0              | 3              | 0              |
| République d'Irlande     |     | 2     | 2     | 0       | 0         | 0         | 0           | 2           | 2           | 0         | 0         | 0         | 0        | 0            | 1            | 0            | 3              | 6              | 0              |
| Roumanie                 |     | 2     | 2     | 0       | 0         | 0         | 0           | 2           | 2           | 0         | 0         | 0         | 0        | 0            | 0            | 0            | 9              | 7              | 0              |
| Royaume-Uni              |     | 0     | 0     | 1       | 0         | 0         | 1           | 0           | 0           | 0         | 0         | 0         | 0        | 0            | 0            | 5            | 0              | 0              | 3              |
| Russie                   |     | 4     | 4     | 0       | 0         | 0         | 0           | 4           | 4           | 0         | 0         | 0         | 0        | 1            | 1            | 0            | 14             | 13             | 0              |
| Slovaquie                |     | 1     | 1     | 0       | 0         | 0         | 0           | 1           | 1           | 0         | 0         | 0         | 0        | 0            | 1            | 0            | 4              | 3              | 0              |
| Slovénie                 |     | 2     | 2     | 0       | 0         | 0         | 0           | 2           | 2           | 0         | 0         | 0         | 0        | 1            | 0            | 0            | 5              | 4              | 0              |
| Suède                    |     | 2     | 2     | 0       | 0         | 0         | 0           | 1           | 2           | 0         | 1         | 0         | 0        | 1            | 0            | 0            | 2              | 5              | 0              |
| Suisse                   |     | 6     | 5     | 0       | 0         | 1         | 0           | 5           | 4           | 0         | 1         | 0         | 0        | 4            | 5            | 0            | 15             | 14             | 0              |
| Tchécoslovaquie          |     | 2     | 2     | 0       | 0         | 0         | 0           | 2           | 2           | 0         | 0         | 0         | 0        | 0            | 0            | 0            | 5              | 8              | 0              |
| Turquie                  |     | 4     | 2     | 0       | 1         | 0         | 0           | 3           | 2           | 0         | 0         | 0         | 0        | 5            | 0            | 0            | 7              | 4              | 0              |
| Ukraine                  |     | 1     | 0     | 0       | 0         | 0         | 0           | 1           | 0           | 0         | 0         | 0         | 0        | 0            | 0            | 0            | 3              | 0              | 0              |
| URSS                     |     | 1     | 0     | 0       | 0         | 0         | 0           | 1           | 0           | 0         | 0         | 0         | 0        | 1            | 0            | 0            | 3              | 0              | 0              |
| Yougoslavie              |     | 5     | 5     | 1       | 0         | 0         | 0           | 5           | 4           | 1         | 0         | 1         | 0        | 2            | 3            | 1            | 15             | 15             | 6              |
|                          |     |       |       |         |           |           |             |             |             |           |           |           |          |              |              |              |                |                |                |
| TOTAUX                   |     | 123   | 109   | 10      | 5         | 5         | 2           | 102         | 100         | 8         | 16        | 4         | 0        | 73           | 40           | 16           | 340            | 365            | 30             |
| TOTAUX                   | 242 | 242   | 242   | 12 (5%) | 12 (5%)   | 12 (5%)   | 210 (86.8%) | 210 (86.8%) | 210 (86.8%) | 20 (8.3%) | 20 (8.3%) | 20 (8.3%) | 129      | 129          | 129          | 735          | 735            | 735            |                |

## Sources
- (en) « Luxembourg - List of International Matches », sur Rec.Sport.Soccer Statistics Foundation